# Gruppspelet i Uefa Champions League 2017/2018
Gruppspelet i Uefa Champions League 2017/2018 spelades från den 12 september till den 6 december 2017, totalt 32 lag tävlade i gruppspelet.

## Gruppspel

### Grupp A
| Nr | Lag               | S | V | O | F | GM | IM | MS  | P  |
| -- | ----------------- | - | - | - | - | -- | -- | --- | -- |
| 1  | Manchester United | 6 | 5 | 0 | 1 | 12 | 3  | +9  | 15 |
| 2  | Basel             | 6 | 4 | 0 | 2 | 11 | 5  | +6  | 12 |
| 3  | CSKA Moskva       | 6 | 3 | 0 | 3 | 8  | 10 | −2  | 9  |
| 4  | Benfica           | 6 | 0 | 0 | 6 | 1  | 14 | −13 | 0  |

|       | 12 september 2017 | Benfica             | 1 – 2           | CSKA Moskva                                | Estádio do Sport Lisboa e Benfica | |
| 20:45 | 20:45             | Haris Seferovic 50′ | (0 – 0) Rapport | 63′ (str.) Vitinho 71′ Timur Zhamaletdinov | Lissabon Publik: 38 323<refname="md01_1">{{webbref\|url=http://www.uefa.com/newsfiles/ucl/2 018/md01_1_fs.pdf\|titel=FullTimeSummaryMatchday1–Tuesday12September2 017\|utgivare=UEFA.org\|format=PDF\|datum=12september2 017\|hämtdatum=16december2 019}}</ref> Domare: Alberto Undiano Mallenco (Spanien) | Lissabon Publik: 38 323<refname="md01_1">{{webbref\|url=http://www.uefa.com/newsfiles/ucl/2 018/md01_1_fs.pdf\|titel=FullTimeSummaryMatchday1–Tuesday12September2 017\|utgivare=UEFA.org\|format=PDF\|datum=12september2 017\|hämtdatum=16december2 019}}</ref> Domare: Alberto Undiano Mallenco (Spanien) |
| 20:45 | 20:45             |                     |                 |                                            | Lissabon Publik: 38 323<refname="md01_1">{{webbref\|url=http://www.uefa.com/newsfiles/ucl/2 018/md01_1_fs.pdf\|titel=FullTimeSummaryMatchday1–Tuesday12September2 017\|utgivare=UEFA.org\|format=PDF\|datum=12september2 017\|hämtdatum=16december2 019}}</ref> Domare: Alberto Undiano Mallenco (Spanien) | Lissabon Publik: 38 323<refname="md01_1">{{webbref\|url=http://www.uefa.com/newsfiles/ucl/2 018/md01_1_fs.pdf\|titel=FullTimeSummaryMatchday1–Tuesday12September2 017\|utgivare=UEFA.org\|format=PDF\|datum=12september2 017\|hämtdatum=16december2 019}}</ref> Domare: Alberto Undiano Mallenco (Spanien) |
| 20:45 | 20:45             |                     |                 |                                            | Lissabon Publik: 38 323<refname="md01_1">{{webbref\|url=http://www.uefa.com/newsfiles/ucl/2 018/md01_1_fs.pdf\|titel=FullTimeSummaryMatchday1–Tuesday12September2 017\|utgivare=UEFA.org\|format=PDF\|datum=12september2 017\|hämtdatum=16december2 019}}</ref> Domare: Alberto Undiano Mallenco (Spanien) | Lissabon Publik: 38 323<refname="md01_1">{{webbref\|url=http://www.uefa.com/newsfiles/ucl/2 018/md01_1_fs.pdf\|titel=FullTimeSummaryMatchday1–Tuesday12September2 017\|utgivare=UEFA.org\|format=PDF\|datum=12september2 017\|hämtdatum=16december2 019}}</ref> Domare: Alberto Undiano Mallenco (Spanien) |

|       | 12 september 2017 | Manchester United                                           | 3 – 0           | Basel | Old Trafford                                                                  |                                                                               |
| 20:45 | 20:45             | Marouane Fellaini 35′ Romelu Lukaku 53′ Marcus Rashford 84′ | (1 – 0) Rapport |       | Manchester Publik: 73 854<refname="md01_1"/> Domare: Ruddy Buquet (Frankrike) | Manchester Publik: 73 854<refname="md01_1"/> Domare: Ruddy Buquet (Frankrike) |
| 20:45 | 20:45             |                                                             |                 |       | Manchester Publik: 73 854<refname="md01_1"/> Domare: Ruddy Buquet (Frankrike) | Manchester Publik: 73 854<refname="md01_1"/> Domare: Ruddy Buquet (Frankrike) |
| 20:45 | 20:45             |                                                             |                 |       | Manchester Publik: 73 854<refname="md01_1"/> Domare: Ruddy Buquet (Frankrike) | Manchester Publik: 73 854<refname="md01_1"/> Domare: Ruddy Buquet (Frankrike) |

|       | 27 september 2017 | Basel                                                                                      | 5 – 0           | Benfica | St. Jakob-Park | |
| 20:45 | 20:45             | Michael Lang 2′ Dimitri Oberlin 20′, 69′ Ricky van Wolfswinkel 60′ (str.) Blás Riveros 76′ | (2 – 0) Rapport |         | Basel Publik: 34 111<refname="md02_2">{{webbref\|url=http://www.uefa.com/newsfiles/ucl/2 018/md02_2_fs.pdf\|titel=FullTimeSummaryMatchday2–Wednesday27September2 017\|utgivare=UEFA.org\|format=PDF\|datum=27september2 017\|hämtdatum=16december2 019}}</ref> Domare: Craig Thomson (Skottland) | Basel Publik: 34 111<refname="md02_2">{{webbref\|url=http://www.uefa.com/newsfiles/ucl/2 018/md02_2_fs.pdf\|titel=FullTimeSummaryMatchday2–Wednesday27September2 017\|utgivare=UEFA.org\|format=PDF\|datum=27september2 017\|hämtdatum=16december2 019}}</ref> Domare: Craig Thomson (Skottland) |
| 20:45 | 20:45             |                                                                                            |                 |         | Basel Publik: 34 111<refname="md02_2">{{webbref\|url=http://www.uefa.com/newsfiles/ucl/2 018/md02_2_fs.pdf\|titel=FullTimeSummaryMatchday2–Wednesday27September2 017\|utgivare=UEFA.org\|format=PDF\|datum=27september2 017\|hämtdatum=16december2 019}}</ref> Domare: Craig Thomson (Skottland) | Basel Publik: 34 111<refname="md02_2">{{webbref\|url=http://www.uefa.com/newsfiles/ucl/2 018/md02_2_fs.pdf\|titel=FullTimeSummaryMatchday2–Wednesday27September2 017\|utgivare=UEFA.org\|format=PDF\|datum=27september2 017\|hämtdatum=16december2 019}}</ref> Domare: Craig Thomson (Skottland) |
| 20:45 | 20:45             |                                                                                            |                 |         | Basel Publik: 34 111<refname="md02_2">{{webbref\|url=http://www.uefa.com/newsfiles/ucl/2 018/md02_2_fs.pdf\|titel=FullTimeSummaryMatchday2–Wednesday27September2 017\|utgivare=UEFA.org\|format=PDF\|datum=27september2 017\|hämtdatum=16december2 019}}</ref> Domare: Craig Thomson (Skottland) | Basel Publik: 34 111<refname="md02_2">{{webbref\|url=http://www.uefa.com/newsfiles/ucl/2 018/md02_2_fs.pdf\|titel=FullTimeSummaryMatchday2–Wednesday27September2 017\|utgivare=UEFA.org\|format=PDF\|datum=27september2 017\|hämtdatum=16december2 019}}</ref> Domare: Craig Thomson (Skottland) |

|       | 27 september 2017 | CSKA Moskva             | 1 – 4           | Manchester United                                                       | VEB Arena                                                                 |                                                                           |
| 20:45 | 20:45             | Konstantin Kuchayev 90′ | (0 – 3) Rapport | 4′, 27′ Romelu Lukaku 19′ (str.) Anthony Martial 57′ Henrikh Mkhitaryan | Moskva Publik: 29 073<refname="md02_2"/> Domare: Jonas Eriksson (Sverige) | Moskva Publik: 29 073<refname="md02_2"/> Domare: Jonas Eriksson (Sverige) |
| 20:45 | 20:45             |                         |                 |                                                                         | Moskva Publik: 29 073<refname="md02_2"/> Domare: Jonas Eriksson (Sverige) | Moskva Publik: 29 073<refname="md02_2"/> Domare: Jonas Eriksson (Sverige) |
| 20:45 | 20:45             |                         |                 |                                                                         | Moskva Publik: 29 073<refname="md02_2"/> Domare: Jonas Eriksson (Sverige) | Moskva Publik: 29 073<refname="md02_2"/> Domare: Jonas Eriksson (Sverige) |

|       | 18 oktober 2017 | CSKA Moskva | 0 – 2           | Basel                                 | VEB Arena | |
| 20:45 | 20:45           |             | (0 – 1) Rapport | 29′ Taulant Xhaka 90′ Dimitri Oberlin | Moskva Publik: 27 996<refname="md03_2">{{webbref\|url=http://www.uefa.com/newsfiles/ucl/2 018/md03_2_fs.pdf\|titel=FullTimeSummaryMatchday3–Wednesday18October2 017\|utgivare=UEFA.org\|format=PDF\|datum=18oktober2 017\|hämtdatum=16december2 019}}</ref> Domare: Björn Kuipers (Nederländerna) | Moskva Publik: 27 996<refname="md03_2">{{webbref\|url=http://www.uefa.com/newsfiles/ucl/2 018/md03_2_fs.pdf\|titel=FullTimeSummaryMatchday3–Wednesday18October2 017\|utgivare=UEFA.org\|format=PDF\|datum=18oktober2 017\|hämtdatum=16december2 019}}</ref> Domare: Björn Kuipers (Nederländerna) |
| 20:45 | 20:45           |             |                 |                                       | Moskva Publik: 27 996<refname="md03_2">{{webbref\|url=http://www.uefa.com/newsfiles/ucl/2 018/md03_2_fs.pdf\|titel=FullTimeSummaryMatchday3–Wednesday18October2 017\|utgivare=UEFA.org\|format=PDF\|datum=18oktober2 017\|hämtdatum=16december2 019}}</ref> Domare: Björn Kuipers (Nederländerna) | Moskva Publik: 27 996<refname="md03_2">{{webbref\|url=http://www.uefa.com/newsfiles/ucl/2 018/md03_2_fs.pdf\|titel=FullTimeSummaryMatchday3–Wednesday18October2 017\|utgivare=UEFA.org\|format=PDF\|datum=18oktober2 017\|hämtdatum=16december2 019}}</ref> Domare: Björn Kuipers (Nederländerna) |
| 20:45 | 20:45           |             |                 |                                       | Moskva Publik: 27 996<refname="md03_2">{{webbref\|url=http://www.uefa.com/newsfiles/ucl/2 018/md03_2_fs.pdf\|titel=FullTimeSummaryMatchday3–Wednesday18October2 017\|utgivare=UEFA.org\|format=PDF\|datum=18oktober2 017\|hämtdatum=16december2 019}}</ref> Domare: Björn Kuipers (Nederländerna) | Moskva Publik: 27 996<refname="md03_2">{{webbref\|url=http://www.uefa.com/newsfiles/ucl/2 018/md03_2_fs.pdf\|titel=FullTimeSummaryMatchday3–Wednesday18October2 017\|utgivare=UEFA.org\|format=PDF\|datum=18oktober2 017\|hämtdatum=16december2 019}}</ref> Domare: Björn Kuipers (Nederländerna) |

|       | 18 oktober 2017 | Benfica | 0 – 1           | Manchester United   | Estádio do Sport Lisboa e Benfica                                          |                                                                            |
| 20:45 | 20:45           |         | (0 – 0) Rapport | 64′ Marcus Rashford | Lissabon Publik: 57 684<refname="md03_2"/> Domare: Felix Zwayer (Tyskland) | Lissabon Publik: 57 684<refname="md03_2"/> Domare: Felix Zwayer (Tyskland) |
| 20:45 | 20:45           |         |                 |                     | Lissabon Publik: 57 684<refname="md03_2"/> Domare: Felix Zwayer (Tyskland) | Lissabon Publik: 57 684<refname="md03_2"/> Domare: Felix Zwayer (Tyskland) |
| 20:45 | 20:45           |         |                 |                     | Lissabon Publik: 57 684<refname="md03_2"/> Domare: Felix Zwayer (Tyskland) | Lissabon Publik: 57 684<refname="md03_2"/> Domare: Felix Zwayer (Tyskland) |

|       | 31 oktober 2017 | Basel          | 1 – 2           | CSKA Moskva                           | St. Jakob-Park | |
| 20:45 | 20:45           | Luca Zuffi 32′ | (1 – 0) Rapport | 65′ Alan Dzagoev 79′ Pontus Wernbloom | Basel Publik: 33 303<refname="md04_1">{{webbref\|url=http://www.uefa.com/newsfiles/ucl/2 018/md04_1_fs.pdf\|titel=FullTimeSummaryMatchday4–Tuesday31October2 017\|utgivare=UEFA.org\|format=PDF\|datum=31oktober2 017\|hämtdatum=16december2 019}}</ref> Domare: Milorad Mažić (Serbien) | Basel Publik: 33 303<refname="md04_1">{{webbref\|url=http://www.uefa.com/newsfiles/ucl/2 018/md04_1_fs.pdf\|titel=FullTimeSummaryMatchday4–Tuesday31October2 017\|utgivare=UEFA.org\|format=PDF\|datum=31oktober2 017\|hämtdatum=16december2 019}}</ref> Domare: Milorad Mažić (Serbien) |
| 20:45 | 20:45           |                |                 |                                       | Basel Publik: 33 303<refname="md04_1">{{webbref\|url=http://www.uefa.com/newsfiles/ucl/2 018/md04_1_fs.pdf\|titel=FullTimeSummaryMatchday4–Tuesday31October2 017\|utgivare=UEFA.org\|format=PDF\|datum=31oktober2 017\|hämtdatum=16december2 019}}</ref> Domare: Milorad Mažić (Serbien) | Basel Publik: 33 303<refname="md04_1">{{webbref\|url=http://www.uefa.com/newsfiles/ucl/2 018/md04_1_fs.pdf\|titel=FullTimeSummaryMatchday4–Tuesday31October2 017\|utgivare=UEFA.org\|format=PDF\|datum=31oktober2 017\|hämtdatum=16december2 019}}</ref> Domare: Milorad Mažić (Serbien) |
| 20:45 | 20:45           |                |                 |                                       | Basel Publik: 33 303<refname="md04_1">{{webbref\|url=http://www.uefa.com/newsfiles/ucl/2 018/md04_1_fs.pdf\|titel=FullTimeSummaryMatchday4–Tuesday31October2 017\|utgivare=UEFA.org\|format=PDF\|datum=31oktober2 017\|hämtdatum=16december2 019}}</ref> Domare: Milorad Mažić (Serbien) | Basel Publik: 33 303<refname="md04_1">{{webbref\|url=http://www.uefa.com/newsfiles/ucl/2 018/md04_1_fs.pdf\|titel=FullTimeSummaryMatchday4–Tuesday31October2 017\|utgivare=UEFA.org\|format=PDF\|datum=31oktober2 017\|hämtdatum=16december2 019}}</ref> Domare: Milorad Mažić (Serbien) |

|       | 31 oktober 2017 | Manchester United                             | 2 – 0           | Benfica | Old Trafford                                                                     |                                                                                  |
| 20:45 | 20:45           | Mile Svilar 45′ (sjm.) Daley Blind 78′ (str.) | (1 – 0) Rapport |         | Manchester Publik: 74 437<refname="md04_1"/> Domare: Gediminas Mažeika (Litauen) | Manchester Publik: 74 437<refname="md04_1"/> Domare: Gediminas Mažeika (Litauen) |
| 20:45 | 20:45           |                                               |                 |         | Manchester Publik: 74 437<refname="md04_1"/> Domare: Gediminas Mažeika (Litauen) | Manchester Publik: 74 437<refname="md04_1"/> Domare: Gediminas Mažeika (Litauen) |
| 20:45 | 20:45           |                                               |                 |         | Manchester Publik: 74 437<refname="md04_1"/> Domare: Gediminas Mažeika (Litauen) | Manchester Publik: 74 437<refname="md04_1"/> Domare: Gediminas Mažeika (Litauen) |

|       | 22 november 2017 | CSKA Moskva                               | 2 – 0   | Benfica | VEB Arena | |
| 18:00 | 18:00            | Georgij Sjtjennikov 13′ Jardel 56′ (sjm.) | (1 – 0) |         | Moskva Publik: 27 709<refname="md05_2">{{webbref\|url=http://www.uefa.com/newsfiles/ucl/2 018/md05_2_fs.pdf\|titel=FullTimeSummaryMatchday5–Wednesday22November2 017\|utgivare=UEFA.org\|format=PDF\|datum=22november2 017\|hämtdatum=16december2 019}}</ref> | Moskva Publik: 27 709<refname="md05_2">{{webbref\|url=http://www.uefa.com/newsfiles/ucl/2 018/md05_2_fs.pdf\|titel=FullTimeSummaryMatchday5–Wednesday22November2 017\|utgivare=UEFA.org\|format=PDF\|datum=22november2 017\|hämtdatum=16december2 019}}</ref> |
| 18:00 | 18:00            |                                           |         |         | Moskva Publik: 27 709<refname="md05_2">{{webbref\|url=http://www.uefa.com/newsfiles/ucl/2 018/md05_2_fs.pdf\|titel=FullTimeSummaryMatchday5–Wednesday22November2 017\|utgivare=UEFA.org\|format=PDF\|datum=22november2 017\|hämtdatum=16december2 019}}</ref> | Moskva Publik: 27 709<refname="md05_2">{{webbref\|url=http://www.uefa.com/newsfiles/ucl/2 018/md05_2_fs.pdf\|titel=FullTimeSummaryMatchday5–Wednesday22November2 017\|utgivare=UEFA.org\|format=PDF\|datum=22november2 017\|hämtdatum=16december2 019}}</ref> |
| 18:00 | 18:00            |                                           |         |         | Moskva Publik: 27 709<refname="md05_2">{{webbref\|url=http://www.uefa.com/newsfiles/ucl/2 018/md05_2_fs.pdf\|titel=FullTimeSummaryMatchday5–Wednesday22November2 017\|utgivare=UEFA.org\|format=PDF\|datum=22november2 017\|hämtdatum=16december2 019}}</ref> | Moskva Publik: 27 709<refname="md05_2">{{webbref\|url=http://www.uefa.com/newsfiles/ucl/2 018/md05_2_fs.pdf\|titel=FullTimeSummaryMatchday5–Wednesday22November2 017\|utgivare=UEFA.org\|format=PDF\|datum=22november2 017\|hämtdatum=16december2 019}}</ref> |

|       | 22 november 2017 | Basel            | 1 – 0           | Manchester United | St. Jakob-Park                                                           |                                                                          |
| 20:45 | 20:45            | Michael Lang 89′ | (0 – 0) Rapport |                   | Basel Publik: 36 000<refname="md05_2"/> Domare: Daniele Orsato (Italien) | Basel Publik: 36 000<refname="md05_2"/> Domare: Daniele Orsato (Italien) |
| 20:45 | 20:45            |                  |                 |                   | Basel Publik: 36 000<refname="md05_2"/> Domare: Daniele Orsato (Italien) | Basel Publik: 36 000<refname="md05_2"/> Domare: Daniele Orsato (Italien) |
| 20:45 | 20:45            |                  |                 |                   | Basel Publik: 36 000<refname="md05_2"/> Domare: Daniele Orsato (Italien) | Basel Publik: 36 000<refname="md05_2"/> Domare: Daniele Orsato (Italien) |

|       | 5 december 2017 | Benfica | 0 – 2           | Basel                                      | Estádio da Luz | |
| 20:45 | 20:45           |         | (0 – 1) Rapport | 5′ Mohamed Elyounoussi 65′ Dimitri Oberlin | Lissabon Publik: 22 470<refname="md06_1">{{webbref\|url=http://www.uefa.com/newsfiles/ucl/2 018/md06_1_fs.pdf\|titel=FullTimeSummaryMatchday6–Tuesday5December2 017\|utgivare=UEFA.org\|format=PDF\|datum=5december2 017\|hämtdatum=16december2 019}}</ref> Domare: Jesús Gil Manzano (Spanien) | Lissabon Publik: 22 470<refname="md06_1">{{webbref\|url=http://www.uefa.com/newsfiles/ucl/2 018/md06_1_fs.pdf\|titel=FullTimeSummaryMatchday6–Tuesday5December2 017\|utgivare=UEFA.org\|format=PDF\|datum=5december2 017\|hämtdatum=16december2 019}}</ref> Domare: Jesús Gil Manzano (Spanien) |
| 20:45 | 20:45           |         |                 |                                            | Lissabon Publik: 22 470<refname="md06_1">{{webbref\|url=http://www.uefa.com/newsfiles/ucl/2 018/md06_1_fs.pdf\|titel=FullTimeSummaryMatchday6–Tuesday5December2 017\|utgivare=UEFA.org\|format=PDF\|datum=5december2 017\|hämtdatum=16december2 019}}</ref> Domare: Jesús Gil Manzano (Spanien) | Lissabon Publik: 22 470<refname="md06_1">{{webbref\|url=http://www.uefa.com/newsfiles/ucl/2 018/md06_1_fs.pdf\|titel=FullTimeSummaryMatchday6–Tuesday5December2 017\|utgivare=UEFA.org\|format=PDF\|datum=5december2 017\|hämtdatum=16december2 019}}</ref> Domare: Jesús Gil Manzano (Spanien) |
| 20:45 | 20:45           |         |                 |                                            | Lissabon Publik: 22 470<refname="md06_1">{{webbref\|url=http://www.uefa.com/newsfiles/ucl/2 018/md06_1_fs.pdf\|titel=FullTimeSummaryMatchday6–Tuesday5December2 017\|utgivare=UEFA.org\|format=PDF\|datum=5december2 017\|hämtdatum=16december2 019}}</ref> Domare: Jesús Gil Manzano (Spanien) | Lissabon Publik: 22 470<refname="md06_1">{{webbref\|url=http://www.uefa.com/newsfiles/ucl/2 018/md06_1_fs.pdf\|titel=FullTimeSummaryMatchday6–Tuesday5December2 017\|utgivare=UEFA.org\|format=PDF\|datum=5december2 017\|hämtdatum=16december2 019}}</ref> Domare: Jesús Gil Manzano (Spanien) |

|       | 5 december 2017 | Manchester United                     | 2 – 1           | CSKA Moskva | Old Trafford                                                                   |                                                                                |
| 20:45 | 20:45           | Romelu Lukaku 64′ Marcus Rashford 66′ | (0 – 1) Rapport | 45′ Vitinho | Manchester Publik: 74 669<refname="md06_1"/> Domare: Gianluca Rocchi (Italien) | Manchester Publik: 74 669<refname="md06_1"/> Domare: Gianluca Rocchi (Italien) |
| 20:45 | 20:45           |                                       |                 |             | Manchester Publik: 74 669<refname="md06_1"/> Domare: Gianluca Rocchi (Italien) | Manchester Publik: 74 669<refname="md06_1"/> Domare: Gianluca Rocchi (Italien) |
| 20:45 | 20:45           |                                       |                 |             | Manchester Publik: 74 669<refname="md06_1"/> Domare: Gianluca Rocchi (Italien) | Manchester Publik: 74 669<refname="md06_1"/> Domare: Gianluca Rocchi (Italien) |

### Grupp B
| Nr | Lag                 | S | V | O | F | GM | IM | MS  | P  |
| -- | ------------------- | - | - | - | - | -- | -- | --- | -- |
| 1  | Paris Saint-Germain | 6 | 5 | 0 | 1 | 25 | 4  | +21 | 15 |
| 2  | Bayern München      | 6 | 5 | 0 | 1 | 13 | 6  | +7  | 15 |
| 3  | Celtic              | 6 | 1 | 0 | 5 | 5  | 18 | −13 | 3  |
| 4  | Anderlecht          | 6 | 1 | 0 | 5 | 2  | 17 | −15 | 3  |

|       | 12 september 2017 | Bayern München                                              | 3 – 0           | Anderlecht | Allianz Arena                                                                 |                                                                               |
| 20:45 | 20:45             | Robert Lewandowski 12′ (str.) Thiago 65′ Joshua Kimmich 90′ | (1 – 0) Rapport |            | München Publik: 70 000<refname="md01_1"/> Domare: Paolo Tagliavento (Italien) | München Publik: 70 000<refname="md01_1"/> Domare: Paolo Tagliavento (Italien) |
| 20:45 | 20:45             |                                                             |                 |            | München Publik: 70 000<refname="md01_1"/> Domare: Paolo Tagliavento (Italien) | München Publik: 70 000<refname="md01_1"/> Domare: Paolo Tagliavento (Italien) |
| 20:45 | 20:45             |                                                             |                 |            | München Publik: 70 000<refname="md01_1"/> Domare: Paolo Tagliavento (Italien) | München Publik: 70 000<refname="md01_1"/> Domare: Paolo Tagliavento (Italien) |

|       | 12 september 2017 | Celtic | 0 – 5           | Paris Saint-Germain                                                                  | Celtic Park                                                                |                                                                            |
| 20:45 | 20:45             |        | (0 – 3) Rapport | 19′ Neymar 34′ Kylian Mbappé 40′ (str.), 85′ Edinson Cavani 83′ (sjm.) Mikael Lustig | Glasgow Publik: 57 562<refname="md01_1"/> Domare: Daniele Orsato (Italien) | Glasgow Publik: 57 562<refname="md01_1"/> Domare: Daniele Orsato (Italien) |
| 20:45 | 20:45             |        |                 |                                                                                      | Glasgow Publik: 57 562<refname="md01_1"/> Domare: Daniele Orsato (Italien) | Glasgow Publik: 57 562<refname="md01_1"/> Domare: Daniele Orsato (Italien) |
| 20:45 | 20:45             |        |                 |                                                                                      | Glasgow Publik: 57 562<refname="md01_1"/> Domare: Daniele Orsato (Italien) | Glasgow Publik: 57 562<refname="md01_1"/> Domare: Daniele Orsato (Italien) |

|       | 27 september 2017 | Paris Saint-Germain                         | 3 – 0           | Bayern München | Parc des Princes                                                              |                                                                               |
| 20:45 | 20:45             | Dani Alves 2′ Edinson Cavani 31′ Neymar 63′ | (2 – 0) Rapport |                | Paris Publik: 46 252<refname="md02_2"/> Domare: Antonio Mateu Lahoz (Spanien) | Paris Publik: 46 252<refname="md02_2"/> Domare: Antonio Mateu Lahoz (Spanien) |
| 20:45 | 20:45             |                                             |                 |                | Paris Publik: 46 252<refname="md02_2"/> Domare: Antonio Mateu Lahoz (Spanien) | Paris Publik: 46 252<refname="md02_2"/> Domare: Antonio Mateu Lahoz (Spanien) |
| 20:45 | 20:45             |                                             |                 |                | Paris Publik: 46 252<refname="md02_2"/> Domare: Antonio Mateu Lahoz (Spanien) | Paris Publik: 46 252<refname="md02_2"/> Domare: Antonio Mateu Lahoz (Spanien) |

|       | 27 september 2017 | Anderlecht | 0 – 3           | Celtic                                                       | Constant Vanden Stock Stadium                                                    |                                                                                  |
| 20:45 | 20:45             |            | (0 – 1) Rapport | 38′ Leigh Griffiths 50′ Patrick Roberts 90+3′ Scott Sinclair | Anderlecht Publik: 19 898<refname="md02_2"/> Domare: Jesús Gil Manzano (Spanien) | Anderlecht Publik: 19 898<refname="md02_2"/> Domare: Jesús Gil Manzano (Spanien) |
| 20:45 | 20:45             |            |                 |                                                              | Anderlecht Publik: 19 898<refname="md02_2"/> Domare: Jesús Gil Manzano (Spanien) | Anderlecht Publik: 19 898<refname="md02_2"/> Domare: Jesús Gil Manzano (Spanien) |
| 20:45 | 20:45             |            |                 |                                                              | Anderlecht Publik: 19 898<refname="md02_2"/> Domare: Jesús Gil Manzano (Spanien) | Anderlecht Publik: 19 898<refname="md02_2"/> Domare: Jesús Gil Manzano (Spanien) |

|       | 18 oktober 2017 | Anderlecht | 0 – 4           | Paris Saint-Germain                                               | Constant Vanden Stock Stadium                                                  |                                                                                |
| 20:45 | 20:45           |            | (0 – 2) Rapport | 3′ Kylian Mbappé 44′ Edinson Cavani 66′ Neymar 88′ Ángel Di María | Anderlecht Publik: 19 108<refname="md03_2"/> Domare: Pavel Královec (Tjeckien) | Anderlecht Publik: 19 108<refname="md03_2"/> Domare: Pavel Královec (Tjeckien) |
| 20:45 | 20:45           |            |                 |                                                                   | Anderlecht Publik: 19 108<refname="md03_2"/> Domare: Pavel Královec (Tjeckien) | Anderlecht Publik: 19 108<refname="md03_2"/> Domare: Pavel Královec (Tjeckien) |
| 20:45 | 20:45           |            |                 |                                                                   | Anderlecht Publik: 19 108<refname="md03_2"/> Domare: Pavel Královec (Tjeckien) | Anderlecht Publik: 19 108<refname="md03_2"/> Domare: Pavel Královec (Tjeckien) |

|       | 18 oktober 2017 | Bayern München                                        | 3 – 0           | Celtic | Allianz Arena                                                               |                                                                             |
| 20:45 | 20:45           | Thomas Müller 17′ Joshua Kimmich 29′ Mats Hummels 51′ | (2 – 0) Rapport |        | München Publik: 70 000<refname="md03_2"/> Domare: Sergei Karasev (Ryssland) | München Publik: 70 000<refname="md03_2"/> Domare: Sergei Karasev (Ryssland) |
| 20:45 | 20:45           |                                                       |                 |        | München Publik: 70 000<refname="md03_2"/> Domare: Sergei Karasev (Ryssland) | München Publik: 70 000<refname="md03_2"/> Domare: Sergei Karasev (Ryssland) |
| 20:45 | 20:45           |                                                       |                 |        | München Publik: 70 000<refname="md03_2"/> Domare: Sergei Karasev (Ryssland) | München Publik: 70 000<refname="md03_2"/> Domare: Sergei Karasev (Ryssland) |

|       | 31 oktober 2017 | Paris Saint-Germain                                          | 5 – 0           | Anderlecht | Parc des Princes                                                                   |                                                                                    |
| 20:45 | 20:45           | Marco Verratti 30′ Neymar 45+4′ Layvin Kurzawa 52′, 72′, 78′ | (2 – 0) Rapport |            | Paris Publik: 46 403<refname="md04_1"/> Domare: David Fernández Borbalán (Spanien) | Paris Publik: 46 403<refname="md04_1"/> Domare: David Fernández Borbalán (Spanien) |
| 20:45 | 20:45           |                                                              |                 |            | Paris Publik: 46 403<refname="md04_1"/> Domare: David Fernández Borbalán (Spanien) | Paris Publik: 46 403<refname="md04_1"/> Domare: David Fernández Borbalán (Spanien) |
| 20:45 | 20:45           |                                                              |                 |            | Paris Publik: 46 403<refname="md04_1"/> Domare: David Fernández Borbalán (Spanien) | Paris Publik: 46 403<refname="md04_1"/> Domare: David Fernández Borbalán (Spanien) |

|       | 31 oktober 2017 | Celtic              | 1 – 2           | Bayern München                       | Celtic Park                                                                      |                                                                                  |
| 20:45 | 20:45           | Callum McGregor 74′ | (0 – 1) Rapport | 22′ Kingsley Coman 77′ Javi Martinez | Glasgow Publik: 58 269<refname="md04_1"/> Domare: Danny Makkelie (Nederländerna) | Glasgow Publik: 58 269<refname="md04_1"/> Domare: Danny Makkelie (Nederländerna) |
| 20:45 | 20:45           |                     |                 |                                      | Glasgow Publik: 58 269<refname="md04_1"/> Domare: Danny Makkelie (Nederländerna) | Glasgow Publik: 58 269<refname="md04_1"/> Domare: Danny Makkelie (Nederländerna) |
| 20:45 | 20:45           |                     |                 |                                      | Glasgow Publik: 58 269<refname="md04_1"/> Domare: Danny Makkelie (Nederländerna) | Glasgow Publik: 58 269<refname="md04_1"/> Domare: Danny Makkelie (Nederländerna) |

|       | 22 november 2017 | Anderlecht        | 1 – 2           | Bayern München                              | Constant Vanden Stock Stadium                                                 |                                                                               |
| 20:45 | 20:45            | Sofiane Hanni 63′ | (0 – 0) Rapport | 51′ Robert Lewandowski 77′ Corentin Tolisso | Anderlecht Publik: 19 753<refname="md05_2"/> Domare: Anthony Taylor (England) | Anderlecht Publik: 19 753<refname="md05_2"/> Domare: Anthony Taylor (England) |
| 20:45 | 20:45            |                   |                 |                                             | Anderlecht Publik: 19 753<refname="md05_2"/> Domare: Anthony Taylor (England) | Anderlecht Publik: 19 753<refname="md05_2"/> Domare: Anthony Taylor (England) |
| 20:45 | 20:45            |                   |                 |                                             | Anderlecht Publik: 19 753<refname="md05_2"/> Domare: Anthony Taylor (England) | Anderlecht Publik: 19 753<refname="md05_2"/> Domare: Anthony Taylor (England) |

|       | 22 november 2017 | Paris Saint-Germain                                                                        | 7 – 1           | Celtic            | Parc des Princes                                                                   |                                                                                    |
| 20:45 | 20:45            | Neymar 9′, 22′ Edinson Cavani 28′, 79′ Kylian Mbappé 35′ Marco Verratti 75′ Dani Alves 80′ | (4 – 1) Rapport | 1′ Moussa Dembélé | Paris Publik: 46 288<refname="md05_2"/> Domare: Anastasios Sidiropoulos (Grekland) | Paris Publik: 46 288<refname="md05_2"/> Domare: Anastasios Sidiropoulos (Grekland) |
| 20:45 | 20:45            |                                                                                            |                 |                   | Paris Publik: 46 288<refname="md05_2"/> Domare: Anastasios Sidiropoulos (Grekland) | Paris Publik: 46 288<refname="md05_2"/> Domare: Anastasios Sidiropoulos (Grekland) |
| 20:45 | 20:45            |                                                                                            |                 |                   | Paris Publik: 46 288<refname="md05_2"/> Domare: Anastasios Sidiropoulos (Grekland) | Paris Publik: 46 288<refname="md05_2"/> Domare: Anastasios Sidiropoulos (Grekland) |

|       | 5 december 2017 | Bayern München                                  | 3 – 1           | Paris Saint-Germain | Allianz Arena                                                            |                                                                          |
| 20:45 | 20:45           | Robert Lewandowski 8′ Corentin Tolisso 37′, 69′ | (2 – 0) Rapport | 50′ Kylian Mbappé   | München Publik: 70 000<refname="md06_1"/> Domare: Cüneyt Çakır (Turkiet) | München Publik: 70 000<refname="md06_1"/> Domare: Cüneyt Çakır (Turkiet) |
| 20:45 | 20:45           |                                                 |                 |                     | München Publik: 70 000<refname="md06_1"/> Domare: Cüneyt Çakır (Turkiet) | München Publik: 70 000<refname="md06_1"/> Domare: Cüneyt Çakır (Turkiet) |
| 20:45 | 20:45           |                                                 |                 |                     | München Publik: 70 000<refname="md06_1"/> Domare: Cüneyt Çakır (Turkiet) | München Publik: 70 000<refname="md06_1"/> Domare: Cüneyt Çakır (Turkiet) |

|       | 5 december 2017 | Celtic | 0 – 1           | Anderlecht                | Celtic Park                                                             |                                                                         |
| 20:45 | 20:45           |        | (0 – 0) Rapport | 62′ (sjm.) Jozo Šimunović | Glasgow Publik: 57 931<refname="md06_1"/> Domare: Matej Jug (Slovenien) | Glasgow Publik: 57 931<refname="md06_1"/> Domare: Matej Jug (Slovenien) |
| 20:45 | 20:45           |        |                 |                           | Glasgow Publik: 57 931<refname="md06_1"/> Domare: Matej Jug (Slovenien) | Glasgow Publik: 57 931<refname="md06_1"/> Domare: Matej Jug (Slovenien) |
| 20:45 | 20:45           |        |                 |                           | Glasgow Publik: 57 931<refname="md06_1"/> Domare: Matej Jug (Slovenien) | Glasgow Publik: 57 931<refname="md06_1"/> Domare: Matej Jug (Slovenien) |

### Grupp C
| Nr | Lag             | S | V | O | F | GM | IM | MS  | P  |
| -- | --------------- | - | - | - | - | -- | -- | --- | -- |
| 1  | Roma            | 6 | 3 | 2 | 1 | 9  | 6  | +3  | 11 |
| 2  | Chelsea         | 6 | 3 | 2 | 1 | 16 | 8  | +8  | 11 |
| 3  | Atlético Madrid | 6 | 1 | 4 | 1 | 5  | 4  | +1  | 7  |
| 4  | Qarabağ         | 6 | 0 | 2 | 4 | 2  | 14 | −12 | 2  |

|       | 12 september 2017 | Chelsea | 6 – 0           | Qarabağ | Stamford Bridge                                                                     |                                                                                     |
| 20:45 | 20:45             | Pedro 5′ Davide Zappacosta 30′ César Azpilicueta 55′ Tiémoué Bakayoko 71′ Michy Batshuayi 76′ Maksim Medvedev 82′ (sjm.) | (2 – 0) Rapport |         | London Publik: 41 150<refname="md01_1"/> Domare: Anastasios Sidiropoulos (Grekland) | London Publik: 41 150<refname="md01_1"/> Domare: Anastasios Sidiropoulos (Grekland) |
| 20:45 | 20:45             | |                 |         | London Publik: 41 150<refname="md01_1"/> Domare: Anastasios Sidiropoulos (Grekland) | London Publik: 41 150<refname="md01_1"/> Domare: Anastasios Sidiropoulos (Grekland) |
| 20:45 | 20:45             | |                 |         | London Publik: 41 150<refname="md01_1"/> Domare: Anastasios Sidiropoulos (Grekland) | London Publik: 41 150<refname="md01_1"/> Domare: Anastasios Sidiropoulos (Grekland) |

|       | 12 september 2017 | Roma | 0 – 0   | Atletico Madrid | Roms Olympiastadion                                                   |                                                                       |
| 20:45 | 20:45             |      | Rapport |                 | Rom Publik: 36 064<refname="md01_1"/> Domare: Milorad Mažić (Serbien) | Rom Publik: 36 064<refname="md01_1"/> Domare: Milorad Mažić (Serbien) |
| 20:45 | 20:45             |      |         |                 | Rom Publik: 36 064<refname="md01_1"/> Domare: Milorad Mažić (Serbien) | Rom Publik: 36 064<refname="md01_1"/> Domare: Milorad Mažić (Serbien) |
| 20:45 | 20:45             |      |         |                 | Rom Publik: 36 064<refname="md01_1"/> Domare: Milorad Mažić (Serbien) | Rom Publik: 36 064<refname="md01_1"/> Domare: Milorad Mažić (Serbien) |

|       | 27 september 2017 | Qarabağ            | 1 – 2           | Roma                             | Bakus Olympiastadion                                                        |                                                                             |
| 18:00 | 18:00             | Pedro Henrique 28′ | (1 – 2) Rapport | 7′ Kostas Manolas 15′ Edin Džeko | Baku Publik: 67 200<refname="md02_2"/> Domare: Artur Soares Dias (Portugal) | Baku Publik: 67 200<refname="md02_2"/> Domare: Artur Soares Dias (Portugal) |
| 18:00 | 18:00             |                    |                 |                                  | Baku Publik: 67 200<refname="md02_2"/> Domare: Artur Soares Dias (Portugal) | Baku Publik: 67 200<refname="md02_2"/> Domare: Artur Soares Dias (Portugal) |
| 18:00 | 18:00             |                    |                 |                                  | Baku Publik: 67 200<refname="md02_2"/> Domare: Artur Soares Dias (Portugal) | Baku Publik: 67 200<refname="md02_2"/> Domare: Artur Soares Dias (Portugal) |

|       | 27 september 2017 | Atletico Madrid              | 1 – 2           | Chelsea                                 | Wanda Metropolitano                                                     |                                                                         |
| 20:45 | 20:45             | Antoine Griezmann 40′ (str.) | (1 – 0) Rapport | 60′ Álvaro Morata 90+3′ Michy Batshuayi | Madrid Publik: 60 643<refname="md02_2"/> Domare: Cüneyt Çakır (Turkiet) | Madrid Publik: 60 643<refname="md02_2"/> Domare: Cüneyt Çakır (Turkiet) |
| 20:45 | 20:45             |                              |                 |                                         | Madrid Publik: 60 643<refname="md02_2"/> Domare: Cüneyt Çakır (Turkiet) | Madrid Publik: 60 643<refname="md02_2"/> Domare: Cüneyt Çakır (Turkiet) |
| 20:45 | 20:45             |                              |                 |                                         | Madrid Publik: 60 643<refname="md02_2"/> Domare: Cüneyt Çakır (Turkiet) | Madrid Publik: 60 643<refname="md02_2"/> Domare: Cüneyt Çakır (Turkiet) |

|       | 18 oktober 2017 | Qarabağ | 0 – 0   | Atletico Madrid | Bakus Olympiastadion                                                    |                                                                         |
| 18:00 | 18:00           |         | Rapport |                 | Baku Publik: 47 923<refname="md03_2"/> Domare: Ruddy Buquet (Frankrike) | Baku Publik: 47 923<refname="md03_2"/> Domare: Ruddy Buquet (Frankrike) |
| 18:00 | 18:00           |         |         |                 | Baku Publik: 47 923<refname="md03_2"/> Domare: Ruddy Buquet (Frankrike) | Baku Publik: 47 923<refname="md03_2"/> Domare: Ruddy Buquet (Frankrike) |
| 18:00 | 18:00           |         |         |                 | Baku Publik: 47 923<refname="md03_2"/> Domare: Ruddy Buquet (Frankrike) | Baku Publik: 47 923<refname="md03_2"/> Domare: Ruddy Buquet (Frankrike) |

|       | 18 oktober 2017 | Chelsea                             | 3 – 3           | Roma                                       | Stamford Bridge                                                            |                                                                            |
| 20:45 | 20:45           | David Luiz 11′ Eden Hazard 37′, 75′ | (2 – 1) Rapport | 40′ Aleksandar Kolarov 64′, 70′ Edin Džeko | London Publik: 41 105<refname="md03_2"/> Domare: Damir Skomina (Slovenien) | London Publik: 41 105<refname="md03_2"/> Domare: Damir Skomina (Slovenien) |
| 20:45 | 20:45           |                                     |                 |                                            | London Publik: 41 105<refname="md03_2"/> Domare: Damir Skomina (Slovenien) | London Publik: 41 105<refname="md03_2"/> Domare: Damir Skomina (Slovenien) |
| 20:45 | 20:45           |                                     |                 |                                            | London Publik: 41 105<refname="md03_2"/> Domare: Damir Skomina (Slovenien) | London Publik: 41 105<refname="md03_2"/> Domare: Damir Skomina (Slovenien) |

|       | 31 oktober 2017 | Atletico Madrid   | 1 – 1           | Qarabağ    | Wanda Metropolitano                                                       |                                                                           |
| 20:45 | 20:45           | Thomas Partey 56′ | (0 – 1) Rapport | 40′ Míchel | Madrid Publik: 55 893<refname="md04_1"/> Domare: Deniz Aytekin (Tyskland) | Madrid Publik: 55 893<refname="md04_1"/> Domare: Deniz Aytekin (Tyskland) |
| 20:45 | 20:45           |                   |                 |            | Madrid Publik: 55 893<refname="md04_1"/> Domare: Deniz Aytekin (Tyskland) | Madrid Publik: 55 893<refname="md04_1"/> Domare: Deniz Aytekin (Tyskland) |
| 20:45 | 20:45           |                   |                 |            | Madrid Publik: 55 893<refname="md04_1"/> Domare: Deniz Aytekin (Tyskland) | Madrid Publik: 55 893<refname="md04_1"/> Domare: Deniz Aytekin (Tyskland) |

|       | 31 oktober 2017 | Roma                                          | 3 – 0           | Chelsea | Roms Olympiastadion                                                    |                                                                        |
| 20:45 | 20:45           | Stephan El Shaarawy 1′, 36′ Diego Perotti 63′ | (2 – 0) Rapport |         | Rom Publik: 55 036<refname="md04_1"/> Domare: Jonas Eriksson (Sverige) | Rom Publik: 55 036<refname="md04_1"/> Domare: Jonas Eriksson (Sverige) |
| 20:45 | 20:45           |                                               |                 |         | Rom Publik: 55 036<refname="md04_1"/> Domare: Jonas Eriksson (Sverige) | Rom Publik: 55 036<refname="md04_1"/> Domare: Jonas Eriksson (Sverige) |
| 20:45 | 20:45           |                                               |                 |         | Rom Publik: 55 036<refname="md04_1"/> Domare: Jonas Eriksson (Sverige) | Rom Publik: 55 036<refname="md04_1"/> Domare: Jonas Eriksson (Sverige) |

|       | 22 november 2017 | Qarabağ | 0 – 4           | Chelsea                                                          | Bakus Olympiastadion                                                  |                                                                       |
| 18:00 | 18:00            |         | (0 – 2) Rapport | 21′ (str.) Eden Hazard 36′, 85′ Willian 73′ (str.) Cesc Fàbregas | Baku Publik: 67 100<refname="md05_2"/> Domare: Jorge Sousa (Portugal) | Baku Publik: 67 100<refname="md05_2"/> Domare: Jorge Sousa (Portugal) |
| 18:00 | 18:00            |         |                 |                                                                  | Baku Publik: 67 100<refname="md05_2"/> Domare: Jorge Sousa (Portugal) | Baku Publik: 67 100<refname="md05_2"/> Domare: Jorge Sousa (Portugal) |
| 18:00 | 18:00            |         |                 |                                                                  | Baku Publik: 67 100<refname="md05_2"/> Domare: Jorge Sousa (Portugal) | Baku Publik: 67 100<refname="md05_2"/> Domare: Jorge Sousa (Portugal) |

|       | 22 november 2017 | Atletico Madrid                         | 2 – 0           | Roma | Wanda Metropolitano                                                            |                                                                                |
| 20:45 | 20:45            | Antoine Griezmann 69′ Kevin Gameiro 85′ | (0 – 0) Rapport |      | Madrid Publik: 56 253<refname="md05_2"/> Domare: Björn Kuipers (Nederländerna) | Madrid Publik: 56 253<refname="md05_2"/> Domare: Björn Kuipers (Nederländerna) |
| 20:45 | 20:45            |                                         |                 |      | Madrid Publik: 56 253<refname="md05_2"/> Domare: Björn Kuipers (Nederländerna) | Madrid Publik: 56 253<refname="md05_2"/> Domare: Björn Kuipers (Nederländerna) |
| 20:45 | 20:45            |                                         |                 |      | Madrid Publik: 56 253<refname="md05_2"/> Domare: Björn Kuipers (Nederländerna) | Madrid Publik: 56 253<refname="md05_2"/> Domare: Björn Kuipers (Nederländerna) |

|       | 5 december 2017 | Chelsea                 | 1 – 1           | Atlético Madrid | Stamford Bridge                                                                 |                                                                                 |
| 20:45 | 20:45           | Stefan Savić 75′ (sjm.) | (0 – 0) Rapport | 56′ Saúl        | London Publik: 40 875<refname="md06_1"/> Domare: Danny Makkelie (Nederländerna) | London Publik: 40 875<refname="md06_1"/> Domare: Danny Makkelie (Nederländerna) |
| 20:45 | 20:45           |                         |                 |                 | London Publik: 40 875<refname="md06_1"/> Domare: Danny Makkelie (Nederländerna) | London Publik: 40 875<refname="md06_1"/> Domare: Danny Makkelie (Nederländerna) |
| 20:45 | 20:45           |                         |                 |                 | London Publik: 40 875<refname="md06_1"/> Domare: Danny Makkelie (Nederländerna) | London Publik: 40 875<refname="md06_1"/> Domare: Danny Makkelie (Nederländerna) |

|       | 5 december 2017 | Roma              | 1 – 0           | Qarabağ | Roms Olympiastadion                                                     |                                                                         |
| 20:45 | 20:45           | Diego Perotti 53′ | (0 – 0) Rapport |         | Rom Publik: 34 258<refname="md06_1"/> Domare: Tobias Stieler (Tyskland) | Rom Publik: 34 258<refname="md06_1"/> Domare: Tobias Stieler (Tyskland) |
| 20:45 | 20:45           |                   |                 |         | Rom Publik: 34 258<refname="md06_1"/> Domare: Tobias Stieler (Tyskland) | Rom Publik: 34 258<refname="md06_1"/> Domare: Tobias Stieler (Tyskland) |
| 20:45 | 20:45           |                   |                 |         | Rom Publik: 34 258<refname="md06_1"/> Domare: Tobias Stieler (Tyskland) | Rom Publik: 34 258<refname="md06_1"/> Domare: Tobias Stieler (Tyskland) |

### Grupp D
| Nr | Lag               | S | V | O | F | GM | IM | MS | P  |
| -- | ----------------- | - | - | - | - | -- | -- | -- | -- |
| 1  | Barcelona         | 6 | 4 | 2 | 0 | 9  | 1  | +8 | 14 |
| 2  | Juventus          | 6 | 3 | 2 | 1 | 7  | 5  | +2 | 11 |
| 3  | Sporting Lissabon | 6 | 2 | 1 | 3 | 8  | 9  | −1 | 7  |
| 4  | Olympiakos        | 6 | 0 | 1 | 5 | 4  | 13 | −9 | 1  |

|       | 12 september 2017 | Barcelona                              | 3 – 0           | Juventus | Camp Nou                                                                      |                                                                               |
| 20:45 | 20:45             | Lionel Messi 45′, 69′ Ivan Rakitić 56′ | (1 – 0) Rapport |          | Barcelona Publik: 78 656<refname="md01_1"/> Domare: Damir Skomina (Slovenien) | Barcelona Publik: 78 656<refname="md01_1"/> Domare: Damir Skomina (Slovenien) |
| 20:45 | 20:45             |                                        |                 |          | Barcelona Publik: 78 656<refname="md01_1"/> Domare: Damir Skomina (Slovenien) | Barcelona Publik: 78 656<refname="md01_1"/> Domare: Damir Skomina (Slovenien) |
| 20:45 | 20:45             |                                        |                 |          | Barcelona Publik: 78 656<refname="md01_1"/> Domare: Damir Skomina (Slovenien) | Barcelona Publik: 78 656<refname="md01_1"/> Domare: Damir Skomina (Slovenien) |

|       | 12 september 2017 | Olympiakos              | 2 – 3           | Sporting Lissabon                                        | Karaiskakis-stadion                                                     |                                                                         |
| 20:45 | 20:45             | Felipe Pardo 89′, 90+3′ | (0 – 3) Rapport | 2′ Seydou Doumbia 13′ Gelson Martins 43′ Bruno Fernandes | Pireus Publik: 30 168<refname="md01_1"/> Domare: Viktor Kassai (Ungern) | Pireus Publik: 30 168<refname="md01_1"/> Domare: Viktor Kassai (Ungern) |
| 20:45 | 20:45             |                         |                 |                                                          | Pireus Publik: 30 168<refname="md01_1"/> Domare: Viktor Kassai (Ungern) | Pireus Publik: 30 168<refname="md01_1"/> Domare: Viktor Kassai (Ungern) |
| 20:45 | 20:45             |                         |                 |                                                          | Pireus Publik: 30 168<refname="md01_1"/> Domare: Viktor Kassai (Ungern) | Pireus Publik: 30 168<refname="md01_1"/> Domare: Viktor Kassai (Ungern) |

|       | 27 september 2017 | Sporting Lissabon | 0 – 1           | Barcelona                   | Estádio José Alvalade                                                        |                                                                              |
| 20:45 | 20:45             |                   | (0 – 0) Rapport | 49′ (sjm.) Sebastian Coates | Lissabon Publik: 48 575<refname="md02_2"/> Domare: Ovidiu Hațegan (Rumänien) | Lissabon Publik: 48 575<refname="md02_2"/> Domare: Ovidiu Hațegan (Rumänien) |
| 20:45 | 20:45             |                   |                 |                             | Lissabon Publik: 48 575<refname="md02_2"/> Domare: Ovidiu Hațegan (Rumänien) | Lissabon Publik: 48 575<refname="md02_2"/> Domare: Ovidiu Hațegan (Rumänien) |
| 20:45 | 20:45             |                   |                 |                             | Lissabon Publik: 48 575<refname="md02_2"/> Domare: Ovidiu Hațegan (Rumänien) | Lissabon Publik: 48 575<refname="md02_2"/> Domare: Ovidiu Hațegan (Rumänien) |

|       | 27 september 2017 | Juventus                                | 2 – 0           | Olympiakos | Juventus Stadium                                                          |                                                                           |
| 20:45 | 20:45             | Gonzalo Higuain 69′ Mario Mandžukić 80′ | (0 – 0) Rapport |            | Turin Publik: 33 460<refname="md02_2"/> Domare: Tobias Stieler (Tyskland) | Turin Publik: 33 460<refname="md02_2"/> Domare: Tobias Stieler (Tyskland) |
| 20:45 | 20:45             |                                         |                 |            | Turin Publik: 33 460<refname="md02_2"/> Domare: Tobias Stieler (Tyskland) | Turin Publik: 33 460<refname="md02_2"/> Domare: Tobias Stieler (Tyskland) |
| 20:45 | 20:45             |                                         |                 |            | Turin Publik: 33 460<refname="md02_2"/> Domare: Tobias Stieler (Tyskland) | Turin Publik: 33 460<refname="md02_2"/> Domare: Tobias Stieler (Tyskland) |

|       | 18 oktober 2017 | Juventus                               | 2 – 1           | Sporting Lissabon      | Juventus Stadium                                                         |                                                                          |
| 20:45 | 20:45           | Miralem Pjanić 29′ Mario Mandžukić 84′ | (1 – 1) Rapport | 12′ (sjm.) Alex Sandro | Turin Publik: 36 288<refname="md03_2"/> Domare: Michael Oliver (England) | Turin Publik: 36 288<refname="md03_2"/> Domare: Michael Oliver (England) |
| 20:45 | 20:45           |                                        |                 |                        | Turin Publik: 36 288<refname="md03_2"/> Domare: Michael Oliver (England) | Turin Publik: 36 288<refname="md03_2"/> Domare: Michael Oliver (England) |
| 20:45 | 20:45           |                                        |                 |                        | Turin Publik: 36 288<refname="md03_2"/> Domare: Michael Oliver (England) | Turin Publik: 36 288<refname="md03_2"/> Domare: Michael Oliver (England) |

|       | 18 oktober 2017 | Barcelona                                                     | 3 – 1           | Olympiakos            | Camp Nou                                                                      |                                                                               |
| 20:45 | 20:45           | Dimitris Nikolaou 18′ (sjm.) Lionel Messi 61′ Lucas Digne 64′ | (1 – 0) Rapport | 90′ Dimitris Nikolaou | Barcelona Publik: 55 026<refname="md03_2"/> Domare: Willie Collum (Skottland) | Barcelona Publik: 55 026<refname="md03_2"/> Domare: Willie Collum (Skottland) |
| 20:45 | 20:45           |                                                               |                 |                       | Barcelona Publik: 55 026<refname="md03_2"/> Domare: Willie Collum (Skottland) | Barcelona Publik: 55 026<refname="md03_2"/> Domare: Willie Collum (Skottland) |
| 20:45 | 20:45           |                                                               |                 |                       | Barcelona Publik: 55 026<refname="md03_2"/> Domare: Willie Collum (Skottland) | Barcelona Publik: 55 026<refname="md03_2"/> Domare: Willie Collum (Skottland) |

|       | 31 oktober 2017 | Sporting Lissabon | 1 – 1           | Juventus            | Estádio José Alvalade                                                         |                                                                               |
| 20:45 | 20:45           | Bruno César 20′   | (1 – 0) Rapport | 79′ Gonzalo Higuaín | Lissabon Publik: 48 442<refname="md04_1"/> Domare: Clément Turpin (Frankrike) | Lissabon Publik: 48 442<refname="md04_1"/> Domare: Clément Turpin (Frankrike) |
| 20:45 | 20:45           |                   |                 |                     | Lissabon Publik: 48 442<refname="md04_1"/> Domare: Clément Turpin (Frankrike) | Lissabon Publik: 48 442<refname="md04_1"/> Domare: Clément Turpin (Frankrike) |
| 20:45 | 20:45           |                   |                 |                     | Lissabon Publik: 48 442<refname="md04_1"/> Domare: Clément Turpin (Frankrike) | Lissabon Publik: 48 442<refname="md04_1"/> Domare: Clément Turpin (Frankrike) |

|       | 31 oktober 2017 | Olympiakos | 0 – 0   | Barcelona | Karaiskakis-stadion                                                       |                                                                           |
| 20:45 | 20:45           |            | Rapport |           | Pireus Publik: 31 600<refname="md04_1"/> Domare: Anthony Taylor (England) | Pireus Publik: 31 600<refname="md04_1"/> Domare: Anthony Taylor (England) |
| 20:45 | 20:45           |            |         |           | Pireus Publik: 31 600<refname="md04_1"/> Domare: Anthony Taylor (England) | Pireus Publik: 31 600<refname="md04_1"/> Domare: Anthony Taylor (England) |
| 20:45 | 20:45           |            |         |           | Pireus Publik: 31 600<refname="md04_1"/> Domare: Anthony Taylor (England) | Pireus Publik: 31 600<refname="md04_1"/> Domare: Anthony Taylor (England) |

|       | 22 november 2017 | Juventus | 0 – 0   | Barcelona | Juventus Stadium                                                        |                                                                         |
| 20:45 | 20:45            |          | Rapport |           | Turin Publik: 40 876<refname="md05_2"/> Domare: Milorad Mažić (Serbien) | Turin Publik: 40 876<refname="md05_2"/> Domare: Milorad Mažić (Serbien) |
| 20:45 | 20:45            |          |         |           | Turin Publik: 40 876<refname="md05_2"/> Domare: Milorad Mažić (Serbien) | Turin Publik: 40 876<refname="md05_2"/> Domare: Milorad Mažić (Serbien) |
| 20:45 | 20:45            |          |         |           | Turin Publik: 40 876<refname="md05_2"/> Domare: Milorad Mažić (Serbien) | Turin Publik: 40 876<refname="md05_2"/> Domare: Milorad Mažić (Serbien) |

|       | 22 november 2017 | Sporting Lissabon                 | 3 – 1           | Olympiakos             | Estádio José Alvalade                                                      |                                                                            |
| 20:45 | 20:45            | Bas Dost 40′, 66′ Bruno César 43′ | (2 – 0) Rapport | 86′ Vadis Odjidja-Ofoe | Lissabon Publik: 42 528<refname="md05_2"/> Domare: Felix Zwayer (Tyskland) | Lissabon Publik: 42 528<refname="md05_2"/> Domare: Felix Zwayer (Tyskland) |
| 20:45 | 20:45            |                                   |                 |                        | Lissabon Publik: 42 528<refname="md05_2"/> Domare: Felix Zwayer (Tyskland) | Lissabon Publik: 42 528<refname="md05_2"/> Domare: Felix Zwayer (Tyskland) |
| 20:45 | 20:45            |                                   |                 |                        | Lissabon Publik: 42 528<refname="md05_2"/> Domare: Felix Zwayer (Tyskland) | Lissabon Publik: 42 528<refname="md05_2"/> Domare: Felix Zwayer (Tyskland) |

|       | 5 december 2017 | Barcelona                                    | 2 – 0           | Sporting Lissabon | Camp Nou                                                                      |                                                                               |
| 20:45 | 20:45           | Paco Alcácer 59′ Jérémy Mathieu 90+1′ (sjm.) | (0 – 0) Rapport |                   | Barcelona Publik: 48 336<refname="md06_1"/> Domare: Craig Thomson (Skottland) | Barcelona Publik: 48 336<refname="md06_1"/> Domare: Craig Thomson (Skottland) |
| 20:45 | 20:45           |                                              |                 |                   | Barcelona Publik: 48 336<refname="md06_1"/> Domare: Craig Thomson (Skottland) | Barcelona Publik: 48 336<refname="md06_1"/> Domare: Craig Thomson (Skottland) |
| 20:45 | 20:45           |                                              |                 |                   | Barcelona Publik: 48 336<refname="md06_1"/> Domare: Craig Thomson (Skottland) | Barcelona Publik: 48 336<refname="md06_1"/> Domare: Craig Thomson (Skottland) |

|       | 5 december 2017 | Olympiakos | 0 – 2           | Juventus                                    | Karaiskakis-stadion                                                                 |                                                                                     |
| 20:45 | 20:45           |            | (0 – 1) Rapport | 15′ Juan Cuadrado 90′ Federico Bernardeschi | Pireus Publik: 29 567<refname="md06_1"/> Domare: David Fernández Borbalán (Spanien) | Pireus Publik: 29 567<refname="md06_1"/> Domare: David Fernández Borbalán (Spanien) |
| 20:45 | 20:45           |            |                 |                                             | Pireus Publik: 29 567<refname="md06_1"/> Domare: David Fernández Borbalán (Spanien) | Pireus Publik: 29 567<refname="md06_1"/> Domare: David Fernández Borbalán (Spanien) |
| 20:45 | 20:45           |            |                 |                                             | Pireus Publik: 29 567<refname="md06_1"/> Domare: David Fernández Borbalán (Spanien) | Pireus Publik: 29 567<refname="md06_1"/> Domare: David Fernández Borbalán (Spanien) |

### Grupp E
| Nr | Lag            | S | V | O | F | GM | IM | MS  | P  |
| -- | -------------- | - | - | - | - | -- | -- | --- | -- |
| 1  | Liverpool      | 6 | 3 | 3 | 0 | 23 | 6  | +17 | 12 |
| 2  | Sevilla        | 6 | 2 | 3 | 1 | 12 | 12 | 0   | 9  |
| 3  | Spartak Moskva | 6 | 1 | 3 | 2 | 9  | 13 | −4  | 6  |
| 4  | Maribor        | 6 | 0 | 3 | 3 | 3  | 16 | −13 | 3  |

|       | 13 september 2017 | Maribor          | 1 – 1           | Spartak Moskva        | Stadion Ljudski vrt | |
| 20:45 | 20:45             | Damjan Bohar 85′ | (0 – 0) Rapport | 59′ Aleksandr Samedov | Maribor Publik: 12 556<refname="md01_2">{{webbref\|url=http://www.uefa.com/newsfiles/ucl/2 018/md01_2_fs.pdf\|titel=FullTimeSummaryMatchday1–Wednesday13September2 017\|utgivare=UEFA.org\|format=PDF\|datum=13september2 017\|hämtdatum=16december2 019}}</ref> Domare: Deniz Aytekin (Tyskland) | Maribor Publik: 12 556<refname="md01_2">{{webbref\|url=http://www.uefa.com/newsfiles/ucl/2 018/md01_2_fs.pdf\|titel=FullTimeSummaryMatchday1–Wednesday13September2 017\|utgivare=UEFA.org\|format=PDF\|datum=13september2 017\|hämtdatum=16december2 019}}</ref> Domare: Deniz Aytekin (Tyskland) |
| 20:45 | 20:45             |                  |                 |                       | Maribor Publik: 12 556<refname="md01_2">{{webbref\|url=http://www.uefa.com/newsfiles/ucl/2 018/md01_2_fs.pdf\|titel=FullTimeSummaryMatchday1–Wednesday13September2 017\|utgivare=UEFA.org\|format=PDF\|datum=13september2 017\|hämtdatum=16december2 019}}</ref> Domare: Deniz Aytekin (Tyskland) | Maribor Publik: 12 556<refname="md01_2">{{webbref\|url=http://www.uefa.com/newsfiles/ucl/2 018/md01_2_fs.pdf\|titel=FullTimeSummaryMatchday1–Wednesday13September2 017\|utgivare=UEFA.org\|format=PDF\|datum=13september2 017\|hämtdatum=16december2 019}}</ref> Domare: Deniz Aytekin (Tyskland) |
| 20:45 | 20:45             |                  |                 |                       | Maribor Publik: 12 556<refname="md01_2">{{webbref\|url=http://www.uefa.com/newsfiles/ucl/2 018/md01_2_fs.pdf\|titel=FullTimeSummaryMatchday1–Wednesday13September2 017\|utgivare=UEFA.org\|format=PDF\|datum=13september2 017\|hämtdatum=16december2 019}}</ref> Domare: Deniz Aytekin (Tyskland) | Maribor Publik: 12 556<refname="md01_2">{{webbref\|url=http://www.uefa.com/newsfiles/ucl/2 018/md01_2_fs.pdf\|titel=FullTimeSummaryMatchday1–Wednesday13September2 017\|utgivare=UEFA.org\|format=PDF\|datum=13september2 017\|hämtdatum=16december2 019}}</ref> Domare: Deniz Aytekin (Tyskland) |

|       | 13 september 2017 | Liverpool                             | 2 – 2           | Sevilla                                 | Anfield                                                                            |                                                                                    |
| 20:45 | 20:45             | Roberto Firmino 21′ Mohamed Salah 37′ | (2 – 1) Rapport | 5′ Wissam Ben Yedder 72′ Joaquín Correa | Liverpool Publik: 52 332<refname="md01_2"/> Domare: Danny Makkelie (Nederländerna) | Liverpool Publik: 52 332<refname="md01_2"/> Domare: Danny Makkelie (Nederländerna) |
| 20:45 | 20:45             |                                       |                 |                                         | Liverpool Publik: 52 332<refname="md01_2"/> Domare: Danny Makkelie (Nederländerna) | Liverpool Publik: 52 332<refname="md01_2"/> Domare: Danny Makkelie (Nederländerna) |
| 20:45 | 20:45             |                                       |                 |                                         | Liverpool Publik: 52 332<refname="md01_2"/> Domare: Danny Makkelie (Nederländerna) | Liverpool Publik: 52 332<refname="md01_2"/> Domare: Danny Makkelie (Nederländerna) |

|       | 26 september 2017 | Sevilla                                | 3 – 0           | Maribor | Ramón Sánchez Pizjuán | |
| 20:45 | 20:45             | Wissam Ben Yedder 27′, 38′, 83′ (str.) | (2 – 0) Rapport |         | Sevilla Publik: 34 705<refname="md02_1">{{webbref\|url=http://www.uefa.com/newsfiles/ucl/2 018/md02_1_fs.pdf\|titel=FullTimeSummaryMatchday2–Tuesday26September2 017\|utgivare=UEFA.org\|format=PDF\|datum=26september2 017\|hämtdatum=16december2 019}}</ref> Domare: Aleksei Kulbakov (Belarus) | Sevilla Publik: 34 705<refname="md02_1">{{webbref\|url=http://www.uefa.com/newsfiles/ucl/2 018/md02_1_fs.pdf\|titel=FullTimeSummaryMatchday2–Tuesday26September2 017\|utgivare=UEFA.org\|format=PDF\|datum=26september2 017\|hämtdatum=16december2 019}}</ref> Domare: Aleksei Kulbakov (Belarus) |
| 20:45 | 20:45             |                                        |                 |         | Sevilla Publik: 34 705<refname="md02_1">{{webbref\|url=http://www.uefa.com/newsfiles/ucl/2 018/md02_1_fs.pdf\|titel=FullTimeSummaryMatchday2–Tuesday26September2 017\|utgivare=UEFA.org\|format=PDF\|datum=26september2 017\|hämtdatum=16december2 019}}</ref> Domare: Aleksei Kulbakov (Belarus) | Sevilla Publik: 34 705<refname="md02_1">{{webbref\|url=http://www.uefa.com/newsfiles/ucl/2 018/md02_1_fs.pdf\|titel=FullTimeSummaryMatchday2–Tuesday26September2 017\|utgivare=UEFA.org\|format=PDF\|datum=26september2 017\|hämtdatum=16december2 019}}</ref> Domare: Aleksei Kulbakov (Belarus) |
| 20:45 | 20:45             |                                        |                 |         | Sevilla Publik: 34 705<refname="md02_1">{{webbref\|url=http://www.uefa.com/newsfiles/ucl/2 018/md02_1_fs.pdf\|titel=FullTimeSummaryMatchday2–Tuesday26September2 017\|utgivare=UEFA.org\|format=PDF\|datum=26september2 017\|hämtdatum=16december2 019}}</ref> Domare: Aleksei Kulbakov (Belarus) | Sevilla Publik: 34 705<refname="md02_1">{{webbref\|url=http://www.uefa.com/newsfiles/ucl/2 018/md02_1_fs.pdf\|titel=FullTimeSummaryMatchday2–Tuesday26September2 017\|utgivare=UEFA.org\|format=PDF\|datum=26september2 017\|hämtdatum=16december2 019}}</ref> Domare: Aleksei Kulbakov (Belarus) |

|       | 26 september 2017 | Spartak Moskva | 1 – 1           | Liverpool             | Otkrytiye Arena                                                             |                                                                             |
| 20:45 | 20:45             | Fernando 23′   | (1 – 1) Rapport | 31′ Philippe Coutinho | Moskva Publik: 43 376<refname="md02_1"/> Domare: Clément Turpin (Frankrike) | Moskva Publik: 43 376<refname="md02_1"/> Domare: Clément Turpin (Frankrike) |
| 20:45 | 20:45             |                |                 |                       | Moskva Publik: 43 376<refname="md02_1"/> Domare: Clément Turpin (Frankrike) | Moskva Publik: 43 376<refname="md02_1"/> Domare: Clément Turpin (Frankrike) |
| 20:45 | 20:45             |                |                 |                       | Moskva Publik: 43 376<refname="md02_1"/> Domare: Clément Turpin (Frankrike) | Moskva Publik: 43 376<refname="md02_1"/> Domare: Clément Turpin (Frankrike) |

|       | 17 oktober 2017 | Spartak Moskva                                                                    | 5 – 1           | Sevilla        | Otkrytiye Arena | |
| 20:45 | 20:45           | Quincy Promes 18′, 90′ Lorenzo Melgarejo 58′ Denis Glusjakov 67′ Luiz Adriano 74′ | (1 – 1) Rapport | 30′ Simon Kjær | Moskva Publik: 44 307<refname="md03_1">{{webbref\|url=http://www.uefa.com/newsfiles/ucl/2 018/md03_1_fs.pdf\|titel=FullTimeSummaryMatchday3–Tuesday17October2 017\|utgivare=UEFA.org\|format=PDF\|datum=17oktober2 017\|hämtdatum=16december2 019}}</ref> Domare: Gianluca Rocchi (Italien) | Moskva Publik: 44 307<refname="md03_1">{{webbref\|url=http://www.uefa.com/newsfiles/ucl/2 018/md03_1_fs.pdf\|titel=FullTimeSummaryMatchday3–Tuesday17October2 017\|utgivare=UEFA.org\|format=PDF\|datum=17oktober2 017\|hämtdatum=16december2 019}}</ref> Domare: Gianluca Rocchi (Italien) |
| 20:45 | 20:45           |                                                                                   |                 |                | Moskva Publik: 44 307<refname="md03_1">{{webbref\|url=http://www.uefa.com/newsfiles/ucl/2 018/md03_1_fs.pdf\|titel=FullTimeSummaryMatchday3–Tuesday17October2 017\|utgivare=UEFA.org\|format=PDF\|datum=17oktober2 017\|hämtdatum=16december2 019}}</ref> Domare: Gianluca Rocchi (Italien) | Moskva Publik: 44 307<refname="md03_1">{{webbref\|url=http://www.uefa.com/newsfiles/ucl/2 018/md03_1_fs.pdf\|titel=FullTimeSummaryMatchday3–Tuesday17October2 017\|utgivare=UEFA.org\|format=PDF\|datum=17oktober2 017\|hämtdatum=16december2 019}}</ref> Domare: Gianluca Rocchi (Italien) |
| 20:45 | 20:45           |                                                                                   |                 |                | Moskva Publik: 44 307<refname="md03_1">{{webbref\|url=http://www.uefa.com/newsfiles/ucl/2 018/md03_1_fs.pdf\|titel=FullTimeSummaryMatchday3–Tuesday17October2 017\|utgivare=UEFA.org\|format=PDF\|datum=17oktober2 017\|hämtdatum=16december2 019}}</ref> Domare: Gianluca Rocchi (Italien) | Moskva Publik: 44 307<refname="md03_1">{{webbref\|url=http://www.uefa.com/newsfiles/ucl/2 018/md03_1_fs.pdf\|titel=FullTimeSummaryMatchday3–Tuesday17October2 017\|utgivare=UEFA.org\|format=PDF\|datum=17oktober2 017\|hämtdatum=16december2 019}}</ref> Domare: Gianluca Rocchi (Italien) |

|       | 17 oktober 2017 | Maribor | 0 – 7           | Liverpool | Stadion Ljudski vrt                                                      |                                                                          |
| 20:45 | 20:45           |         | (0 – 4) Rapport | 4′, 54′ Roberto Firmino 13′ Philippe Coutinho 19′, 40′ Mohamed Salah 86′ Alex Oxlade-Chamberlain 90′ Trent Alexander-Arnold | Maribor Publik: 12 506<refname="md03_1"/> Domare: Viktor Kassai (Ungern) | Maribor Publik: 12 506<refname="md03_1"/> Domare: Viktor Kassai (Ungern) |
| 20:45 | 20:45           |         |                 | | Maribor Publik: 12 506<refname="md03_1"/> Domare: Viktor Kassai (Ungern) | Maribor Publik: 12 506<refname="md03_1"/> Domare: Viktor Kassai (Ungern) |
| 20:45 | 20:45           |         |                 | | Maribor Publik: 12 506<refname="md03_1"/> Domare: Viktor Kassai (Ungern) | Maribor Publik: 12 506<refname="md03_1"/> Domare: Viktor Kassai (Ungern) |

|       | 1 november 2017 | Sevilla                             | 2 – 1           | Spartak Moskva | Ramón Sánchez Pizjuán | |
| 20:45 | 20:45           | Clément Lenglet 30′ Ever Banega 59′ | (1 – 0) Rapport | 78′ Zé Luís    | Sevilla Publik: 38 002<refname="md04_2">{{webbref\|url=http://www.uefa.com/newsfiles/ucl/2 018/md04_2_fs.pdf\|titel=FullTimeSummaryMatchday4–Wednesday1November2 017\|utgivare=UEFA.org\|format=PDF\|datum=1november2 017\|hämtdatum=16december2 019}}</ref> Domare: Artur Soares Dias (Portugal) | Sevilla Publik: 38 002<refname="md04_2">{{webbref\|url=http://www.uefa.com/newsfiles/ucl/2 018/md04_2_fs.pdf\|titel=FullTimeSummaryMatchday4–Wednesday1November2 017\|utgivare=UEFA.org\|format=PDF\|datum=1november2 017\|hämtdatum=16december2 019}}</ref> Domare: Artur Soares Dias (Portugal) |
| 20:45 | 20:45           |                                     |                 |                | Sevilla Publik: 38 002<refname="md04_2">{{webbref\|url=http://www.uefa.com/newsfiles/ucl/2 018/md04_2_fs.pdf\|titel=FullTimeSummaryMatchday4–Wednesday1November2 017\|utgivare=UEFA.org\|format=PDF\|datum=1november2 017\|hämtdatum=16december2 019}}</ref> Domare: Artur Soares Dias (Portugal) | Sevilla Publik: 38 002<refname="md04_2">{{webbref\|url=http://www.uefa.com/newsfiles/ucl/2 018/md04_2_fs.pdf\|titel=FullTimeSummaryMatchday4–Wednesday1November2 017\|utgivare=UEFA.org\|format=PDF\|datum=1november2 017\|hämtdatum=16december2 019}}</ref> Domare: Artur Soares Dias (Portugal) |
| 20:45 | 20:45           |                                     |                 |                | Sevilla Publik: 38 002<refname="md04_2">{{webbref\|url=http://www.uefa.com/newsfiles/ucl/2 018/md04_2_fs.pdf\|titel=FullTimeSummaryMatchday4–Wednesday1November2 017\|utgivare=UEFA.org\|format=PDF\|datum=1november2 017\|hämtdatum=16december2 019}}</ref> Domare: Artur Soares Dias (Portugal) | Sevilla Publik: 38 002<refname="md04_2">{{webbref\|url=http://www.uefa.com/newsfiles/ucl/2 018/md04_2_fs.pdf\|titel=FullTimeSummaryMatchday4–Wednesday1November2 017\|utgivare=UEFA.org\|format=PDF\|datum=1november2 017\|hämtdatum=16december2 019}}</ref> Domare: Artur Soares Dias (Portugal) |

|       | 1 november 2017 | Liverpool                                           | 3 – 0           | Maribor | Anfield                                                                       |                                                                               |
| 20:45 | 20:45           | Mohamed Salah 49′ Emre Can 64′ Daniel Sturridge 90′ | (0 – 0) Rapport |         | Liverpool Publik: 47 957<refname="md04_2"/> Domare: Ivan Kružliak (Slovakien) | Liverpool Publik: 47 957<refname="md04_2"/> Domare: Ivan Kružliak (Slovakien) |
| 20:45 | 20:45           |                                                     |                 |         | Liverpool Publik: 47 957<refname="md04_2"/> Domare: Ivan Kružliak (Slovakien) | Liverpool Publik: 47 957<refname="md04_2"/> Domare: Ivan Kružliak (Slovakien) |
| 20:45 | 20:45           |                                                     |                 |         | Liverpool Publik: 47 957<refname="md04_2"/> Domare: Ivan Kružliak (Slovakien) | Liverpool Publik: 47 957<refname="md04_2"/> Domare: Ivan Kružliak (Slovakien) |

|       | 21 november 2017 | Spartak Moskva | 1 – 1           | Maribor                | Otkrytiye Arena | |
| 18:00 | 18:00            | Zé Luís 82′    | (0 – 0) Rapport | 90+2′ Jasmin Mešanović | Moskva Publik: 42 920<refname="md05_1">{{webbref\|url=http://www.uefa.com/newsfiles/ucl/2 018/md05_1_fs.pdf\|titel=FullTimeSummaryMatchday5–Tuesday21November2 017\|utgivare=UEFA.org\|format=PDF\|datum=21november2 017\|hämtdatum=16december2 019}}</ref> Domare: Willie Collum (Skottland) | Moskva Publik: 42 920<refname="md05_1">{{webbref\|url=http://www.uefa.com/newsfiles/ucl/2 018/md05_1_fs.pdf\|titel=FullTimeSummaryMatchday5–Tuesday21November2 017\|utgivare=UEFA.org\|format=PDF\|datum=21november2 017\|hämtdatum=16december2 019}}</ref> Domare: Willie Collum (Skottland) |
| 18:00 | 18:00            |                |                 |                        | Moskva Publik: 42 920<refname="md05_1">{{webbref\|url=http://www.uefa.com/newsfiles/ucl/2 018/md05_1_fs.pdf\|titel=FullTimeSummaryMatchday5–Tuesday21November2 017\|utgivare=UEFA.org\|format=PDF\|datum=21november2 017\|hämtdatum=16december2 019}}</ref> Domare: Willie Collum (Skottland) | Moskva Publik: 42 920<refname="md05_1">{{webbref\|url=http://www.uefa.com/newsfiles/ucl/2 018/md05_1_fs.pdf\|titel=FullTimeSummaryMatchday5–Tuesday21November2 017\|utgivare=UEFA.org\|format=PDF\|datum=21november2 017\|hämtdatum=16december2 019}}</ref> Domare: Willie Collum (Skottland) |
| 18:00 | 18:00            |                |                 |                        | Moskva Publik: 42 920<refname="md05_1">{{webbref\|url=http://www.uefa.com/newsfiles/ucl/2 018/md05_1_fs.pdf\|titel=FullTimeSummaryMatchday5–Tuesday21November2 017\|utgivare=UEFA.org\|format=PDF\|datum=21november2 017\|hämtdatum=16december2 019}}</ref> Domare: Willie Collum (Skottland) | Moskva Publik: 42 920<refname="md05_1">{{webbref\|url=http://www.uefa.com/newsfiles/ucl/2 018/md05_1_fs.pdf\|titel=FullTimeSummaryMatchday5–Tuesday21November2 017\|utgivare=UEFA.org\|format=PDF\|datum=21november2 017\|hämtdatum=16december2 019}}</ref> Domare: Willie Collum (Skottland) |

|       | 21 november 2017 | Sevilla                                               | 3 – 3           | Liverpool                              | Ramón Sánchez Pizjuán                                                    |                                                                          |
| 20:45 | 20:45            | Wissam Ben Yedder 51′, 60′ (str.) Guido Pizarro 90+3′ | (0 – 3) Rapport | 2′, 30′ Roberto Firmino 22′ Sadio Mané | Sevilla Publik: 39 495<refname="md05_1"/> Domare: Felix Brych (Tyskland) | Sevilla Publik: 39 495<refname="md05_1"/> Domare: Felix Brych (Tyskland) |
| 20:45 | 20:45            |                                                       |                 |                                        | Sevilla Publik: 39 495<refname="md05_1"/> Domare: Felix Brych (Tyskland) | Sevilla Publik: 39 495<refname="md05_1"/> Domare: Felix Brych (Tyskland) |
| 20:45 | 20:45            |                                                       |                 |                                        | Sevilla Publik: 39 495<refname="md05_1"/> Domare: Felix Brych (Tyskland) | Sevilla Publik: 39 495<refname="md05_1"/> Domare: Felix Brych (Tyskland) |

|       | 6 december 2017 | Maribor            | 1 – 1           | Sevilla   | Stadion Ljudski vrt | |
| 20:45 | 20:45           | Marcos Tavares 10′ | (1 – 0) Rapport | 75′ Ganso | Maribor Publik: 11 976<refname="md06_2">{{webbref\|url=http://www.uefa.com/newsfiles/ucl/2 018/md06_2_fs.pdf\|titel=FullTimeSummaryMatchday6–Wednesday6December2 017\|utgivare=UEFA.org\|format=PDF\|datum=6december2 017\|hämtdatum=16december2 019}}</ref> Domare: Ovidiu Hațegan (Rumänien) | Maribor Publik: 11 976<refname="md06_2">{{webbref\|url=http://www.uefa.com/newsfiles/ucl/2 018/md06_2_fs.pdf\|titel=FullTimeSummaryMatchday6–Wednesday6December2 017\|utgivare=UEFA.org\|format=PDF\|datum=6december2 017\|hämtdatum=16december2 019}}</ref> Domare: Ovidiu Hațegan (Rumänien) |
| 20:45 | 20:45           |                    |                 |           | Maribor Publik: 11 976<refname="md06_2">{{webbref\|url=http://www.uefa.com/newsfiles/ucl/2 018/md06_2_fs.pdf\|titel=FullTimeSummaryMatchday6–Wednesday6December2 017\|utgivare=UEFA.org\|format=PDF\|datum=6december2 017\|hämtdatum=16december2 019}}</ref> Domare: Ovidiu Hațegan (Rumänien) | Maribor Publik: 11 976<refname="md06_2">{{webbref\|url=http://www.uefa.com/newsfiles/ucl/2 018/md06_2_fs.pdf\|titel=FullTimeSummaryMatchday6–Wednesday6December2 017\|utgivare=UEFA.org\|format=PDF\|datum=6december2 017\|hämtdatum=16december2 019}}</ref> Domare: Ovidiu Hațegan (Rumänien) |
| 20:45 | 20:45           |                    |                 |           | Maribor Publik: 11 976<refname="md06_2">{{webbref\|url=http://www.uefa.com/newsfiles/ucl/2 018/md06_2_fs.pdf\|titel=FullTimeSummaryMatchday6–Wednesday6December2 017\|utgivare=UEFA.org\|format=PDF\|datum=6december2 017\|hämtdatum=16december2 019}}</ref> Domare: Ovidiu Hațegan (Rumänien) | Maribor Publik: 11 976<refname="md06_2">{{webbref\|url=http://www.uefa.com/newsfiles/ucl/2 018/md06_2_fs.pdf\|titel=FullTimeSummaryMatchday6–Wednesday6December2 017\|utgivare=UEFA.org\|format=PDF\|datum=6december2 017\|hämtdatum=16december2 019}}</ref> Domare: Ovidiu Hațegan (Rumänien) |

|       | 6 december 2017 | Liverpool                                                                                       | 7 – 0           | Spartak Moskva | Anfield                                                                      |                                                                              |
| 20:45 | 20:45           | Philippe Coutinho 4′ (str.), 15′, 50′ Roberto Firmino 19′ Sadio Mané 47′, 76′ Mohamed Salah 86′ | (3 – 0) Rapport |                | Liverpool Publik: 48 779<refname="md06_2"/> Domare: Szymon Marciniak (Polen) | Liverpool Publik: 48 779<refname="md06_2"/> Domare: Szymon Marciniak (Polen) |
| 20:45 | 20:45           |                                                                                                 |                 |                | Liverpool Publik: 48 779<refname="md06_2"/> Domare: Szymon Marciniak (Polen) | Liverpool Publik: 48 779<refname="md06_2"/> Domare: Szymon Marciniak (Polen) |
| 20:45 | 20:45           |                                                                                                 |                 |                | Liverpool Publik: 48 779<refname="md06_2"/> Domare: Szymon Marciniak (Polen) | Liverpool Publik: 48 779<refname="md06_2"/> Domare: Szymon Marciniak (Polen) |

### Grupp F
| Nr | Lag              | S | V | O | F | GM | IM | MS | P  |
| -- | ---------------- | - | - | - | - | -- | -- | -- | -- |
| 1  | Manchester City  | 6 | 5 | 0 | 1 | 14 | 5  | +9 | 15 |
| 2  | Sjachtar Donetsk | 6 | 4 | 0 | 2 | 9  | 9  | 0  | 12 |
| 3  | Napoli           | 6 | 2 | 0 | 4 | 11 | 11 | 0  | 6  |
| 4  | Feyenoord        | 6 | 1 | 0 | 5 | 5  | 14 | −9 | 3  |

|       | 13 september 2017 | Feyenoord | 0 – 4           | Manchester City                                         | Feijenoordstadion                                                            |                                                                              |
| 20:45 | 20:45             |           | (0 – 3) Rapport | 2′, 63′ John Stones 10′ Sergio Aguero 25′ Gabriel Jesus | Feyenoord Publik: 43 500<refname="md01_2"/> Domare: Szymon Marciniak (Polen) | Feyenoord Publik: 43 500<refname="md01_2"/> Domare: Szymon Marciniak (Polen) |
| 20:45 | 20:45             |           |                 |                                                         | Feyenoord Publik: 43 500<refname="md01_2"/> Domare: Szymon Marciniak (Polen) | Feyenoord Publik: 43 500<refname="md01_2"/> Domare: Szymon Marciniak (Polen) |
| 20:45 | 20:45             |           |                 |                                                         | Feyenoord Publik: 43 500<refname="md01_2"/> Domare: Szymon Marciniak (Polen) | Feyenoord Publik: 43 500<refname="md01_2"/> Domare: Szymon Marciniak (Polen) |

|       | 13 september 2017 | Sjachtar Donetsk                | 2 – 1           | Napoli                     | Metaliststadion                                                           |                                                                           |
| 20:45 | 20:45             | Taison 15′ Facundo Ferreyra 58′ | (1 – 0) Rapport | 72′ (str.) Arkadiusz Milik | Kharkiv Publik: 32 679<refname="md01_2"/> Domare: Felix Zwayer (Tyskland) | Kharkiv Publik: 32 679<refname="md01_2"/> Domare: Felix Zwayer (Tyskland) |
| 20:45 | 20:45             |                                 |                 |                            | Kharkiv Publik: 32 679<refname="md01_2"/> Domare: Felix Zwayer (Tyskland) | Kharkiv Publik: 32 679<refname="md01_2"/> Domare: Felix Zwayer (Tyskland) |
| 20:45 | 20:45             |                                 |                 |                            | Kharkiv Publik: 32 679<refname="md01_2"/> Domare: Felix Zwayer (Tyskland) | Kharkiv Publik: 32 679<refname="md01_2"/> Domare: Felix Zwayer (Tyskland) |

|       | 26 september 2017 | Napoli                                                 | 3 – 1           | Feyenoord            | Stadio San Paolo                                                           |                                                                            |
| 20:45 | 20:45             | Lorenzo Insigne 7′ Dries Mertens 49′ José Callejón 70′ | (1 – 0) Rapport | 90+3′ Sofyan Amrabat | Neapel Publik: 22 577<refname="md02_1"/> Domare: Willie Collum (Skottland) | Neapel Publik: 22 577<refname="md02_1"/> Domare: Willie Collum (Skottland) |
| 20:45 | 20:45             |                                                        |                 |                      | Neapel Publik: 22 577<refname="md02_1"/> Domare: Willie Collum (Skottland) | Neapel Publik: 22 577<refname="md02_1"/> Domare: Willie Collum (Skottland) |
| 20:45 | 20:45             |                                                        |                 |                      | Neapel Publik: 22 577<refname="md02_1"/> Domare: Willie Collum (Skottland) | Neapel Publik: 22 577<refname="md02_1"/> Domare: Willie Collum (Skottland) |

|       | 26 september 2017 | Manchester City                         | 2 – 0           | Sjachtar Donetsk | Etihad Stadium                                                              |                                                                             |
| 20:45 | 20:45             | Kevin De Bruyne 48′ Raheem Sterling 90′ | (0 – 0) Rapport |                  | Manchester Publik: 45 310<refname="md02_1"/> Domare: Jorge Sousa (Portugal) | Manchester Publik: 45 310<refname="md02_1"/> Domare: Jorge Sousa (Portugal) |
| 20:45 | 20:45             |                                         |                 |                  | Manchester Publik: 45 310<refname="md02_1"/> Domare: Jorge Sousa (Portugal) | Manchester Publik: 45 310<refname="md02_1"/> Domare: Jorge Sousa (Portugal) |
| 20:45 | 20:45             |                                         |                 |                  | Manchester Publik: 45 310<refname="md02_1"/> Domare: Jorge Sousa (Portugal) | Manchester Publik: 45 310<refname="md02_1"/> Domare: Jorge Sousa (Portugal) |

|       | 17 oktober 2017 | Manchester City                      | 2 – 1           | Napoli                    | Etihad Stadium                                                                     |                                                                                    |
| 20:45 | 20:45           | Raheem Sterling 9′ Gabriel Jesus 13′ | (2 – 0) Rapport | 73′ (str.) Amadou Diawara | Manchester Publik: 48 520<refname="md03_1"/> Domare: Antonio Mateu Lahoz (Spanien) | Manchester Publik: 48 520<refname="md03_1"/> Domare: Antonio Mateu Lahoz (Spanien) |
| 20:45 | 20:45           |                                      |                 |                           | Manchester Publik: 48 520<refname="md03_1"/> Domare: Antonio Mateu Lahoz (Spanien) | Manchester Publik: 48 520<refname="md03_1"/> Domare: Antonio Mateu Lahoz (Spanien) |
| 20:45 | 20:45           |                                      |                 |                           | Manchester Publik: 48 520<refname="md03_1"/> Domare: Antonio Mateu Lahoz (Spanien) | Manchester Publik: 48 520<refname="md03_1"/> Domare: Antonio Mateu Lahoz (Spanien) |

|       | 17 oktober 2017 | Feyenoord          | 1 – 2           | Sjachtar Donetsk | Feijenoordstadion                                                                      |                                                                                        |
| 20:45 | 20:45           | Steven Berghuis 8′ | (1 – 1) Rapport | 24′, 54′ Bernard | Feyenoord Publik: 43 500<refname="md03_1"/> Domare: Alberto Undiano Mallenco (Spanien) | Feyenoord Publik: 43 500<refname="md03_1"/> Domare: Alberto Undiano Mallenco (Spanien) |
| 20:45 | 20:45           |                    |                 |                  | Feyenoord Publik: 43 500<refname="md03_1"/> Domare: Alberto Undiano Mallenco (Spanien) | Feyenoord Publik: 43 500<refname="md03_1"/> Domare: Alberto Undiano Mallenco (Spanien) |
| 20:45 | 20:45           |                    |                 |                  | Feyenoord Publik: 43 500<refname="md03_1"/> Domare: Alberto Undiano Mallenco (Spanien) | Feyenoord Publik: 43 500<refname="md03_1"/> Domare: Alberto Undiano Mallenco (Spanien) |

|       | 1 november 2017 | Napoli                                  | 2 – 4           | Manchester City                                                              | Stadio San Paolo                                                        |                                                                         |
| 20:45 | 20:45           | Lorenzo Insigne 21′ Jorginho 62′ (str.) | (1 – 1) Rapport | 34′ Nicolás Otamendi 48′ John Stones 69′ Sergio Aguero 90+2′ Raheem Sterling | Neapel Publik: 44 483<refname="md04_2"/> Domare: Felix Brych (Tyskland) | Neapel Publik: 44 483<refname="md04_2"/> Domare: Felix Brych (Tyskland) |
| 20:45 | 20:45           |                                         |                 |                                                                              | Neapel Publik: 44 483<refname="md04_2"/> Domare: Felix Brych (Tyskland) | Neapel Publik: 44 483<refname="md04_2"/> Domare: Felix Brych (Tyskland) |
| 20:45 | 20:45           |                                         |                 |                                                                              | Neapel Publik: 44 483<refname="md04_2"/> Domare: Felix Brych (Tyskland) | Neapel Publik: 44 483<refname="md04_2"/> Domare: Felix Brych (Tyskland) |

|       | 1 november 2017 | Sjachtar Donetsk                     | 3 – 1           | Feyenoord             | Metaliststadion                                                                      |                                                                                      |
| 20:45 | 20:45           | Facundo Ferreyra 14′ Marlos 17′, 68′ | (2 – 1) Rapport | 12′ Nicolai Jørgensen | Kharkiv Publik: 24 570<refname="md04_2"/> Domare: Anastasios Sidiropoulos (Grekland) | Kharkiv Publik: 24 570<refname="md04_2"/> Domare: Anastasios Sidiropoulos (Grekland) |
| 20:45 | 20:45           |                                      |                 |                       | Kharkiv Publik: 24 570<refname="md04_2"/> Domare: Anastasios Sidiropoulos (Grekland) | Kharkiv Publik: 24 570<refname="md04_2"/> Domare: Anastasios Sidiropoulos (Grekland) |
| 20:45 | 20:45           |                                      |                 |                       | Kharkiv Publik: 24 570<refname="md04_2"/> Domare: Anastasios Sidiropoulos (Grekland) | Kharkiv Publik: 24 570<refname="md04_2"/> Domare: Anastasios Sidiropoulos (Grekland) |

|       | 21 november 2017 | Manchester City     | 1 – 0           | Feyenoord | Etihad Stadium                                                                 |                                                                                |
| 20:45 | 20:45            | Raheem Sterling 88′ | (0 – 0) Rapport |           | Manchester Publik: 43 548<refname="md05_1"/> Domare: Ivan Kružliak (Slovakien) | Manchester Publik: 43 548<refname="md05_1"/> Domare: Ivan Kružliak (Slovakien) |
| 20:45 | 20:45            |                     |                 |           | Manchester Publik: 43 548<refname="md05_1"/> Domare: Ivan Kružliak (Slovakien) | Manchester Publik: 43 548<refname="md05_1"/> Domare: Ivan Kružliak (Slovakien) |
| 20:45 | 20:45            |                     |                 |           | Manchester Publik: 43 548<refname="md05_1"/> Domare: Ivan Kružliak (Slovakien) | Manchester Publik: 43 548<refname="md05_1"/> Domare: Ivan Kružliak (Slovakien) |

|       | 21 november 2017 | Napoli                                                    | 3 – 0           | Sjachtar Donetsk | Stadio San Paolo                                                           |                                                                            |
| 20:45 | 20:45            | Lorenzo Insigne 56′ Piotr Zieliński 81′ Dries Mertens 83′ | (0 – 0) Rapport |                  | Neapel Publik: 10 573<refname="md05_1"/> Domare: Damir Skomina (Slovenien) | Neapel Publik: 10 573<refname="md05_1"/> Domare: Damir Skomina (Slovenien) |
| 20:45 | 20:45            |                                                           |                 |                  | Neapel Publik: 10 573<refname="md05_1"/> Domare: Damir Skomina (Slovenien) | Neapel Publik: 10 573<refname="md05_1"/> Domare: Damir Skomina (Slovenien) |
| 20:45 | 20:45            |                                                           |                 |                  | Neapel Publik: 10 573<refname="md05_1"/> Domare: Damir Skomina (Slovenien) | Neapel Publik: 10 573<refname="md05_1"/> Domare: Damir Skomina (Slovenien) |

|       | 6 december 2017 | Feyenoord                                   | 2 – 1           | Napoli             | Feijenoordstadion                                                            |                                                                              |
| 20:45 | 20:45           | Nicolai Jørgensen 33′ Jerry St. Juste 90+1′ | (1 – 1) Rapport | 2′ Piotr Zieliński | Rotterdam Publik: 36 500<refname="md06_2"/> Domare: Michael Oliver (England) | Rotterdam Publik: 36 500<refname="md06_2"/> Domare: Michael Oliver (England) |
| 20:45 | 20:45           |                                             |                 |                    | Rotterdam Publik: 36 500<refname="md06_2"/> Domare: Michael Oliver (England) | Rotterdam Publik: 36 500<refname="md06_2"/> Domare: Michael Oliver (England) |
| 20:45 | 20:45           |                                             |                 |                    | Rotterdam Publik: 36 500<refname="md06_2"/> Domare: Michael Oliver (England) | Rotterdam Publik: 36 500<refname="md06_2"/> Domare: Michael Oliver (England) |

|       | 6 december 2017 | Sjachtar Donetsk        | 2 – 1           | Manchester City            | Metalist Stadium                                                             |                                                                              |
| 20:45 | 20:45           | Bernard 26′ Ismaily 32′ | (2 – 0) Rapport | 90+2′ (str.) Sergio Agüero | Charkiv Publik: 33 154<refname="md06_2"/> Domare: Benoît Bastien (Frankrike) | Charkiv Publik: 33 154<refname="md06_2"/> Domare: Benoît Bastien (Frankrike) |
| 20:45 | 20:45           |                         |                 |                            | Charkiv Publik: 33 154<refname="md06_2"/> Domare: Benoît Bastien (Frankrike) | Charkiv Publik: 33 154<refname="md06_2"/> Domare: Benoît Bastien (Frankrike) |
| 20:45 | 20:45           |                         |                 |                            | Charkiv Publik: 33 154<refname="md06_2"/> Domare: Benoît Bastien (Frankrike) | Charkiv Publik: 33 154<refname="md06_2"/> Domare: Benoît Bastien (Frankrike) |

### Grupp G
| Nr | Lag        | S | V | O | F | GM | IM | MS  | P  |
| -- | ---------- | - | - | - | - | -- | -- | --- | -- |
| 1  | Beşiktaş   | 6 | 4 | 2 | 0 | 11 | 5  | +6  | 14 |
| 2  | Porto      | 6 | 3 | 1 | 2 | 15 | 10 | +5  | 10 |
| 3  | RB Leipzig | 6 | 2 | 1 | 3 | 10 | 11 | −1  | 7  |
| 4  | AS Monaco  | 6 | 0 | 2 | 4 | 6  | 16 | −10 | 2  |

|       | 13 september 2017 | RB Leipzig        | 1 – 1           | AS Monaco           | Red Bull Arena                                                             |                                                                            |
| 20:45 | 20:45             | Emil Forsberg 33′ | (1 – 1) Rapport | 34′ Youri Tielemans | Leipzig Publik: 40 068<refname="md01_2"/> Domare: Michael Oliver (England) | Leipzig Publik: 40 068<refname="md01_2"/> Domare: Michael Oliver (England) |
| 20:45 | 20:45             |                   |                 |                     | Leipzig Publik: 40 068<refname="md01_2"/> Domare: Michael Oliver (England) | Leipzig Publik: 40 068<refname="md01_2"/> Domare: Michael Oliver (England) |
| 20:45 | 20:45             |                   |                 |                     | Leipzig Publik: 40 068<refname="md01_2"/> Domare: Michael Oliver (England) | Leipzig Publik: 40 068<refname="md01_2"/> Domare: Michael Oliver (England) |

|       | 13 september 2017 | Porto                  | 1 – 3           | Beşiktaş                                  | Estádio do Dragão                                                        |                                                                          |
| 20:45 | 20:45             | Duško Tošić 21′ (sjm.) | (1 – 2) Rapport | 13′ Talisca 28′ Cenk Tosun 86′ Ryan Babel | Porto Publik: 42 429<refname="md01_2"/> Domare: Anthony Taylor (England) | Porto Publik: 42 429<refname="md01_2"/> Domare: Anthony Taylor (England) |
| 20:45 | 20:45             |                        |                 |                                           | Porto Publik: 42 429<refname="md01_2"/> Domare: Anthony Taylor (England) | Porto Publik: 42 429<refname="md01_2"/> Domare: Anthony Taylor (England) |
| 20:45 | 20:45             |                        |                 |                                           | Porto Publik: 42 429<refname="md01_2"/> Domare: Anthony Taylor (England) | Porto Publik: 42 429<refname="md01_2"/> Domare: Anthony Taylor (England) |

|       | 26 september 2017 | Beşiktaş                   | 2 – 0           | RB Leipzig | Vodafone Park                                                                |                                                                              |
| 20:45 | 20:45             | Ryan Babel 11′ Talisca 43′ | (2 – 0) Rapport |            | Istanbul Publik: 36 641<refname="md02_1"/> Domare: Sergei Karasev (Ryssland) | Istanbul Publik: 36 641<refname="md02_1"/> Domare: Sergei Karasev (Ryssland) |
| 20:45 | 20:45             |                            |                 |            | Istanbul Publik: 36 641<refname="md02_1"/> Domare: Sergei Karasev (Ryssland) | Istanbul Publik: 36 641<refname="md02_1"/> Domare: Sergei Karasev (Ryssland) |
| 20:45 | 20:45             |                            |                 |            | Istanbul Publik: 36 641<refname="md02_1"/> Domare: Sergei Karasev (Ryssland) | Istanbul Publik: 36 641<refname="md02_1"/> Domare: Sergei Karasev (Ryssland) |

|       | 26 september 2017 | AS Monaco | 0 – 3           | Porto                                       | Stade Louis II                                                             |                                                                            |
| 20:45 | 20:45             |           | (0 – 1) Rapport | 31′, 69′ Vincent Aboubakar 89′ Miguel Layún | Monaco Publik: 11 703<refname="md02_1"/> Domare: Slavko Vinčić (Slovenien) | Monaco Publik: 11 703<refname="md02_1"/> Domare: Slavko Vinčić (Slovenien) |
| 20:45 | 20:45             |           |                 |                                             | Monaco Publik: 11 703<refname="md02_1"/> Domare: Slavko Vinčić (Slovenien) | Monaco Publik: 11 703<refname="md02_1"/> Domare: Slavko Vinčić (Slovenien) |
| 20:45 | 20:45             |           |                 |                                             | Monaco Publik: 11 703<refname="md02_1"/> Domare: Slavko Vinčić (Slovenien) | Monaco Publik: 11 703<refname="md02_1"/> Domare: Slavko Vinčić (Slovenien) |

|       | 17 oktober 2017 | AS Monaco          | 1 – 2           | Beşiktaş            | Stade Louis II                                                          |                                                                         |
| 20:45 | 20:45           | Radamel Falcao 30′ | (1 – 1) Rapport | 34′, 54′ Cenk Tosun | Monaco Publik: 7 403<refname="md03_1"/> Domare: Milorad Mažić (Serbien) | Monaco Publik: 7 403<refname="md03_1"/> Domare: Milorad Mažić (Serbien) |
| 20:45 | 20:45           |                    |                 |                     | Monaco Publik: 7 403<refname="md03_1"/> Domare: Milorad Mažić (Serbien) | Monaco Publik: 7 403<refname="md03_1"/> Domare: Milorad Mažić (Serbien) |
| 20:45 | 20:45           |                    |                 |                     | Monaco Publik: 7 403<refname="md03_1"/> Domare: Milorad Mažić (Serbien) | Monaco Publik: 7 403<refname="md03_1"/> Domare: Milorad Mažić (Serbien) |

|       | 17 oktober 2017 | RB Leipzig                                               | 3 – 2           | Porto                                  | Red Bull Arena                                                                |                                                                               |
| 20:45 | 20:45           | Willi Orban 8′ Emil Forsberg 38′ Jean-Kévin Augustin 41′ | (3 – 2) Rapport | 18′ Vincent Aboubakar 44′ Iván Marcano | Leipzig Publik: 41 496<refname="md03_1"/> Domare: Paolo Tagliavento (Italien) | Leipzig Publik: 41 496<refname="md03_1"/> Domare: Paolo Tagliavento (Italien) |
| 20:45 | 20:45           |                                                          |                 |                                        | Leipzig Publik: 41 496<refname="md03_1"/> Domare: Paolo Tagliavento (Italien) | Leipzig Publik: 41 496<refname="md03_1"/> Domare: Paolo Tagliavento (Italien) |
| 20:45 | 20:45           |                                                          |                 |                                        | Leipzig Publik: 41 496<refname="md03_1"/> Domare: Paolo Tagliavento (Italien) | Leipzig Publik: 41 496<refname="md03_1"/> Domare: Paolo Tagliavento (Italien) |

|       | 1 november 2017 | Beşiktaş              | 1 – 1           | AS Monaco        | Vodafone Park                                                                  |                                                                                |
| 18:00 | 18:00           | Cenk Tosun 54′ (str.) | (0 – 1) Rapport | 45+1′ Rony Lopes | Istanbul Publik: 39 346<refname="md04_2"/> Domare: Paolo Tagliavento (Italien) | Istanbul Publik: 39 346<refname="md04_2"/> Domare: Paolo Tagliavento (Italien) |
| 18:00 | 18:00           |                       |                 |                  | Istanbul Publik: 39 346<refname="md04_2"/> Domare: Paolo Tagliavento (Italien) | Istanbul Publik: 39 346<refname="md04_2"/> Domare: Paolo Tagliavento (Italien) |
| 18:00 | 18:00           |                       |                 |                  | Istanbul Publik: 39 346<refname="md04_2"/> Domare: Paolo Tagliavento (Italien) | Istanbul Publik: 39 346<refname="md04_2"/> Domare: Paolo Tagliavento (Italien) |

|       | 1 november 2017 | Porto                                            | 3 – 1           | RB Leipzig      | Estádio do Dragão                                                         |                                                                           |
| 20:45 | 20:45           | Héctor Herrera 13′ Danilo 61′ Maxi Pereira 90+3′ | (1 – 0) Rapport | 48′ Timo Werner | Porto Publik: 41 616<refname="md04_2"/> Domare: Ovidiu Hațegan (Rumänien) | Porto Publik: 41 616<refname="md04_2"/> Domare: Ovidiu Hațegan (Rumänien) |
| 20:45 | 20:45           |                                                  |                 |                 | Porto Publik: 41 616<refname="md04_2"/> Domare: Ovidiu Hațegan (Rumänien) | Porto Publik: 41 616<refname="md04_2"/> Domare: Ovidiu Hațegan (Rumänien) |
| 20:45 | 20:45           |                                                  |                 |                 | Porto Publik: 41 616<refname="md04_2"/> Domare: Ovidiu Hațegan (Rumänien) | Porto Publik: 41 616<refname="md04_2"/> Domare: Ovidiu Hațegan (Rumänien) |

|       | 21 november 2017 | Beşiktaş    | 1 – 1           | Porto      | Vodafone Park                                                                    |                                                                                  |
| 18:00 | 18:00            | Talisca 41′ | (1 – 1) Rapport | 29′ Felipe | Istanbul Publik: 36 919<refname="md05_1"/> Domare: Antonio Mateu Lahoz (Spanien) | Istanbul Publik: 36 919<refname="md05_1"/> Domare: Antonio Mateu Lahoz (Spanien) |
| 18:00 | 18:00            |             |                 |            | Istanbul Publik: 36 919<refname="md05_1"/> Domare: Antonio Mateu Lahoz (Spanien) | Istanbul Publik: 36 919<refname="md05_1"/> Domare: Antonio Mateu Lahoz (Spanien) |
| 18:00 | 18:00            |             |                 |            | Istanbul Publik: 36 919<refname="md05_1"/> Domare: Antonio Mateu Lahoz (Spanien) | Istanbul Publik: 36 919<refname="md05_1"/> Domare: Antonio Mateu Lahoz (Spanien) |

|       | 21 november 2017 | AS Monaco          | 1 – 4           | RB Leipzig                                                   | Stade Louis II                                                                     |                                                                                    |
| 20:45 | 20:45            | Radamel Falcao 43′ | (1 – 4) Rapport | 6′ (sjm.) Jemerson 9′, 31′ (str.) Timo Werner 45′ Naby Keïta | Monaco Publik: 9 029<refname="md05_1"/> Domare: Alberto Undiano Mallenco (Spanien) | Monaco Publik: 9 029<refname="md05_1"/> Domare: Alberto Undiano Mallenco (Spanien) |
| 20:45 | 20:45            |                    |                 |                                                              | Monaco Publik: 9 029<refname="md05_1"/> Domare: Alberto Undiano Mallenco (Spanien) | Monaco Publik: 9 029<refname="md05_1"/> Domare: Alberto Undiano Mallenco (Spanien) |
| 20:45 | 20:45            |                    |                 |                                                              | Monaco Publik: 9 029<refname="md05_1"/> Domare: Alberto Undiano Mallenco (Spanien) | Monaco Publik: 9 029<refname="md05_1"/> Domare: Alberto Undiano Mallenco (Spanien) |

|       | 6 december 2017 | RB Leipzig     | 1 – 2           | Beşiktaş                              | Red Bull Arena                                                           |                                                                          |
| 20:45 | 20:45           | Naby Keïta 87′ | (0 – 1) Rapport | 10′ (str.) Álvaro Negredo 90′ Talisca | Leipzig Publik: 42 558<refname="md06_2"/> Domare: Viktor Kassai (Ungern) | Leipzig Publik: 42 558<refname="md06_2"/> Domare: Viktor Kassai (Ungern) |
| 20:45 | 20:45           |                |                 |                                       | Leipzig Publik: 42 558<refname="md06_2"/> Domare: Viktor Kassai (Ungern) | Leipzig Publik: 42 558<refname="md06_2"/> Domare: Viktor Kassai (Ungern) |
| 20:45 | 20:45           |                |                 |                                       | Leipzig Publik: 42 558<refname="md06_2"/> Domare: Viktor Kassai (Ungern) | Leipzig Publik: 42 558<refname="md06_2"/> Domare: Viktor Kassai (Ungern) |

|       | 6 december 2017 | Porto                                                                            | 5 – 2           | AS Monaco                                | Estádio do Dragão                                                        |                                                                          |
| 20:45 | 20:45           | Vincent Aboubakar 9′, 33′ Yacine Brahimi 45′ Alex Telles 65′ Tiquinho Soares 88′ | (3 – 0) Rapport | 61′ (str.) Kamil Glik 78′ Radamel Falcao | Porto Publik: 42 509<refname="md06_2"/> Domare: Jonas Eriksson (Sverige) | Porto Publik: 42 509<refname="md06_2"/> Domare: Jonas Eriksson (Sverige) |
| 20:45 | 20:45           |                                                                                  |                 |                                          | Porto Publik: 42 509<refname="md06_2"/> Domare: Jonas Eriksson (Sverige) | Porto Publik: 42 509<refname="md06_2"/> Domare: Jonas Eriksson (Sverige) |
| 20:45 | 20:45           |                                                                                  |                 |                                          | Porto Publik: 42 509<refname="md06_2"/> Domare: Jonas Eriksson (Sverige) | Porto Publik: 42 509<refname="md06_2"/> Domare: Jonas Eriksson (Sverige) |

### Grupp H
| Nr | Lag               | S | V | O | F | GM | IM | MS  | P  |
| -- | ----------------- | - | - | - | - | -- | -- | --- | -- |
| 1  | Tottenham Hotspur | 6 | 5 | 1 | 0 | 15 | 4  | +11 | 16 |
| 2  | Real Madrid       | 6 | 4 | 1 | 1 | 17 | 7  | +10 | 13 |
| 3  | Borussia Dortmund | 6 | 0 | 2 | 4 | 7  | 13 | −6  | 2  |
| 4  | APOEL             | 6 | 0 | 2 | 4 | 2  | 17 | −15 | 2  |

|       | 13 september 2017 | Real Madrid                                        | 3 – 0           | APOEL | Santiago Bernabéu-stadion                                                   |                                                                             |
| 20:45 | 20:45             | Cristiano Ronaldo 12′, 51′ (str.) Sergio Ramos 61′ | (1 – 0) Rapport |       | Madrid Publik: 71 060<refname="md01_2"/> Domare: Benoît Bastien (Frankrike) | Madrid Publik: 71 060<refname="md01_2"/> Domare: Benoît Bastien (Frankrike) |
| 20:45 | 20:45             |                                                    |                 |       | Madrid Publik: 71 060<refname="md01_2"/> Domare: Benoît Bastien (Frankrike) | Madrid Publik: 71 060<refname="md01_2"/> Domare: Benoît Bastien (Frankrike) |
| 20:45 | 20:45             |                                                    |                 |       | Madrid Publik: 71 060<refname="md01_2"/> Domare: Benoît Bastien (Frankrike) | Madrid Publik: 71 060<refname="md01_2"/> Domare: Benoît Bastien (Frankrike) |

|       | 13 september 2017 | Tottenham Hotspur                    | 3 – 1           | Borussia Dortmund     | Wembley Stadium                                                            |                                                                            |
| 20:45 | 20:45             | Son Heung-Min 4′ Harry Kane 15′, 60′ | (2 – 1) Rapport | 11′ Andrij Jarmolenko | London Publik: 67 343<refname="md01_2"/> Domare: Gianluca Rocchi (Italien) | London Publik: 67 343<refname="md01_2"/> Domare: Gianluca Rocchi (Italien) |
| 20:45 | 20:45             |                                      |                 |                       | London Publik: 67 343<refname="md01_2"/> Domare: Gianluca Rocchi (Italien) | London Publik: 67 343<refname="md01_2"/> Domare: Gianluca Rocchi (Italien) |
| 20:45 | 20:45             |                                      |                 |                       | London Publik: 67 343<refname="md01_2"/> Domare: Gianluca Rocchi (Italien) | London Publik: 67 343<refname="md01_2"/> Domare: Gianluca Rocchi (Italien) |

|       | 26 september 2017 | Borussia Dortmund             | 1 – 3           | Real Madrid                                | Westfalenstadion                                                                 |                                                                                  |
| 20:45 | 20:45             | Pierre-Emerick Aubameyang 54′ | (0 – 1) Rapport | 18′ Gareth Bale 50′, 79′ Cristiano Ronaldo | Dortmund Publik: 65 849<refname="md02_1"/> Domare: Björn Kuipers (Nederländerna) | Dortmund Publik: 65 849<refname="md02_1"/> Domare: Björn Kuipers (Nederländerna) |
| 20:45 | 20:45             |                               |                 |                                            | Dortmund Publik: 65 849<refname="md02_1"/> Domare: Björn Kuipers (Nederländerna) | Dortmund Publik: 65 849<refname="md02_1"/> Domare: Björn Kuipers (Nederländerna) |
| 20:45 | 20:45             |                               |                 |                                            | Dortmund Publik: 65 849<refname="md02_1"/> Domare: Björn Kuipers (Nederländerna) | Dortmund Publik: 65 849<refname="md02_1"/> Domare: Björn Kuipers (Nederländerna) |

|       | 26 september 2017 | APOEL | 0 – 3           | Tottenham Hotspur        | GSP Stadium                                                                 |                                                                             |
| 20:45 | 20:45             |       | (0 – 1) Rapport | 39′, 62′, 67′ Harry Kane | Nicosia Publik: 16 324<refname="md02_1"/> Domare: Pavel Královec (Tjeckien) | Nicosia Publik: 16 324<refname="md02_1"/> Domare: Pavel Královec (Tjeckien) |
| 20:45 | 20:45             |       |                 |                          | Nicosia Publik: 16 324<refname="md02_1"/> Domare: Pavel Královec (Tjeckien) | Nicosia Publik: 16 324<refname="md02_1"/> Domare: Pavel Královec (Tjeckien) |
| 20:45 | 20:45             |       |                 |                          | Nicosia Publik: 16 324<refname="md02_1"/> Domare: Pavel Královec (Tjeckien) | Nicosia Publik: 16 324<refname="md02_1"/> Domare: Pavel Královec (Tjeckien) |

|       | 17 oktober 2017 | APOEL            | 1 – 1           | Borussia Dortmund             | GSP Stadium                                                                  |                                                                              |
| 20:45 | 20:45           | Mickaël Poté 62′ | (0 – 0) Rapport | 67′ Sokratis Papastathopoulos | Nicosia Publik: 15 604<refname="md03_1"/> Domare: Aleksei Kulbakov (Belarus) | Nicosia Publik: 15 604<refname="md03_1"/> Domare: Aleksei Kulbakov (Belarus) |
| 20:45 | 20:45           |                  |                 |                               | Nicosia Publik: 15 604<refname="md03_1"/> Domare: Aleksei Kulbakov (Belarus) | Nicosia Publik: 15 604<refname="md03_1"/> Domare: Aleksei Kulbakov (Belarus) |
| 20:45 | 20:45           |                  |                 |                               | Nicosia Publik: 15 604<refname="md03_1"/> Domare: Aleksei Kulbakov (Belarus) | Nicosia Publik: 15 604<refname="md03_1"/> Domare: Aleksei Kulbakov (Belarus) |

|       | 17 oktober 2017 | Real Madrid                  | 1 – 1           | Tottenham Hotspur         | Santiago Bernabéu-stadion                                                 |                                                                           |
| 20:45 | 20:45           | Cristiano Ronaldo 43′ (str.) | (1 – 1) Rapport | 28′ (sjm.) Raphaël Varane | Madrid Publik: 76 589<refname="md03_1"/> Domare: Szymon Marciniak (Polen) | Madrid Publik: 76 589<refname="md03_1"/> Domare: Szymon Marciniak (Polen) |
| 20:45 | 20:45           |                              |                 |                           | Madrid Publik: 76 589<refname="md03_1"/> Domare: Szymon Marciniak (Polen) | Madrid Publik: 76 589<refname="md03_1"/> Domare: Szymon Marciniak (Polen) |
| 20:45 | 20:45           |                              |                 |                           | Madrid Publik: 76 589<refname="md03_1"/> Domare: Szymon Marciniak (Polen) | Madrid Publik: 76 589<refname="md03_1"/> Domare: Szymon Marciniak (Polen) |

|       | 1 november 2017 | Borussia Dortmund     | 1 – 1           | APOEL            | Westfalenstadion                                                         |                                                                          |
| 20:45 | 20:45           | Raphaël Guerreiro 29′ | (1 – 0) Rapport | 51′ Mickaël Poté | Dortmund Publik: 64 500<refname="md04_2"/> Domare: Matej Jug (Slovenien) | Dortmund Publik: 64 500<refname="md04_2"/> Domare: Matej Jug (Slovenien) |
| 20:45 | 20:45           |                       |                 |                  | Dortmund Publik: 64 500<refname="md04_2"/> Domare: Matej Jug (Slovenien) | Dortmund Publik: 64 500<refname="md04_2"/> Domare: Matej Jug (Slovenien) |
| 20:45 | 20:45           |                       |                 |                  | Dortmund Publik: 64 500<refname="md04_2"/> Domare: Matej Jug (Slovenien) | Dortmund Publik: 64 500<refname="md04_2"/> Domare: Matej Jug (Slovenien) |

|       | 1 november 2017 | Tottenham Hotspur                        | 3 – 1           | Real Madrid           | Wembley Stadium                                                         |                                                                         |
| 20:45 | 20:45           | Dele Alli 27′, 56′ Christian Eriksen 65′ | (1 – 0) Rapport | 80′ Cristiano Ronaldo | London Publik: 83 782<refname="md04_2"/> Domare: Cüneyt Çakır (Turkiet) | London Publik: 83 782<refname="md04_2"/> Domare: Cüneyt Çakır (Turkiet) |
| 20:45 | 20:45           |                                          |                 |                       | London Publik: 83 782<refname="md04_2"/> Domare: Cüneyt Çakır (Turkiet) | London Publik: 83 782<refname="md04_2"/> Domare: Cüneyt Çakır (Turkiet) |
| 20:45 | 20:45           |                                          |                 |                       | London Publik: 83 782<refname="md04_2"/> Domare: Cüneyt Çakır (Turkiet) | London Publik: 83 782<refname="md04_2"/> Domare: Cüneyt Çakır (Turkiet) |

|       | 21 november 2017 | APOEL | 0 – 6           | Real Madrid                                                                   | GSP Stadium                                                                    |                                                                                |
| 20:45 | 20:45            |       | (0 – 4) Rapport | 23′ Luka Modrić 39′, 45+1′ Karim Benzema 41′ Nacho 49′, 54′ Cristiano Ronaldo | Nicosia Publik: 19 705<refname="md05_1"/> Domare: Artur Soares Dias (Portugal) | Nicosia Publik: 19 705<refname="md05_1"/> Domare: Artur Soares Dias (Portugal) |
| 20:45 | 20:45            |       |                 |                                                                               | Nicosia Publik: 19 705<refname="md05_1"/> Domare: Artur Soares Dias (Portugal) | Nicosia Publik: 19 705<refname="md05_1"/> Domare: Artur Soares Dias (Portugal) |
| 20:45 | 20:45            |       |                 |                                                                               | Nicosia Publik: 19 705<refname="md05_1"/> Domare: Artur Soares Dias (Portugal) | Nicosia Publik: 19 705<refname="md05_1"/> Domare: Artur Soares Dias (Portugal) |

|       | 21 november 2017 | Borussia Dortmund             | 1 – 2           | Tottenham Hotspur                | Westfalenstadion                                                              |                                                                               |
| 20:45 | 20:45            | Pierre-Emerick Aubameyang 31′ | (1 – 0) Rapport | 49′ Harry Kane 76′ Son Heung-min | Dortmund Publik: 65 849<refname="md05_1"/> Domare: Clément Turpin (Frankrike) | Dortmund Publik: 65 849<refname="md05_1"/> Domare: Clément Turpin (Frankrike) |
| 20:45 | 20:45            |                               |                 |                                  | Dortmund Publik: 65 849<refname="md05_1"/> Domare: Clément Turpin (Frankrike) | Dortmund Publik: 65 849<refname="md05_1"/> Domare: Clément Turpin (Frankrike) |
| 20:45 | 20:45            |                               |                 |                                  | Dortmund Publik: 65 849<refname="md05_1"/> Domare: Clément Turpin (Frankrike) | Dortmund Publik: 65 849<refname="md05_1"/> Domare: Clément Turpin (Frankrike) |

|       | 6 december 2017 | Real Madrid                                              | 3 – 2           | Borussia Dortmund                  | Santiago Bernabéu-stadion                                                  |                                                                            |
| 20:45 | 20:45           | Borja Mayoral 8′ Cristiano Ronaldo 12′ Lucas Vázquez 81′ | (2 – 1) Rapport | 43′, 49′ Pierre-Emerick Aubameyang | Madrid Publik: 73 323<refname="md06_2"/> Domare: Pavel Královec (Tjeckien) | Madrid Publik: 73 323<refname="md06_2"/> Domare: Pavel Královec (Tjeckien) |
| 20:45 | 20:45           |                                                          |                 |                                    | Madrid Publik: 73 323<refname="md06_2"/> Domare: Pavel Královec (Tjeckien) | Madrid Publik: 73 323<refname="md06_2"/> Domare: Pavel Královec (Tjeckien) |
| 20:45 | 20:45           |                                                          |                 |                                    | Madrid Publik: 73 323<refname="md06_2"/> Domare: Pavel Královec (Tjeckien) | Madrid Publik: 73 323<refname="md06_2"/> Domare: Pavel Královec (Tjeckien) |

|       | 6 december 2017 | Tottenham Hotspur                                                  | 3 – 0           | APOEL | Wembley Stadium                                                            |                                                                            |
| 20:45 | 20:45           | Fernando Llorente 20′ Son Heung-min 37′ Georges-Kévin N'Koudou 80′ | (2 – 0) Rapport |       | London Publik: 42 679<refname="md06_2"/> Domare: Slavko Vinčić (Slovenien) | London Publik: 42 679<refname="md06_2"/> Domare: Slavko Vinčić (Slovenien) |
| 20:45 | 20:45           |                                                                    |                 |       | London Publik: 42 679<refname="md06_2"/> Domare: Slavko Vinčić (Slovenien) | London Publik: 42 679<refname="md06_2"/> Domare: Slavko Vinčić (Slovenien) |
| 20:45 | 20:45           |                                                                    |                 |       | London Publik: 42 679<refname="md06_2"/> Domare: Slavko Vinčić (Slovenien) | London Publik: 42 679<refname="md06_2"/> Domare: Slavko Vinčić (Slovenien) |